# Guillaume de Machaut
Guillaume de Machaut (também Machau ou Machault; Machault, c. 1300 – Reims, 13 de abril de 1377) foi um compositor e poeta francês. Nada se sabe de sua família e seus primeiros anos são obscuros, mas recebeu sólida educação musical, literária e humanistica em Reims e Paris. Iniciou sua carreira servindo João de Luxemburgo, rei da Boêmia, mais tarde trabalhando para sua filha Bona de Luxemburgo e Carlos II de Navarra, recebendo o patrocínio de outros reis e nobres de alta categoria. Ao mesmo tempo, fez carreira na Igreja, sendo indicado cônego de várias dioceses, mas nunca chegou a ser ordenado padre. Suas posições eclesiásticas foram em sua maioria provisórias, salvo em Reims, onde efetivou-se, passando metade de sua vida ligado ao cabido da Catedral, mas pouco se sabe de sua atividade nelas. 
É mais lembrado como compositor e poeta, considerado o maior da França no século XIV, sendo um inovador em ambos os campos. Na música adotou muitas novidades rítmicas, melódicas, harmônicas e notacionais introduzidas pela polifonia da Ars Nova, sendo um dos grandes representantes desta escola e um dos criadores da canção polifônica, mas manteve laços com a tradição anterior da Ars Antiqua e com a tradição do canto homofônico trovadoresco, conseguindo um equilíbrio raro e muito apreciado entre o texto e a música. Na poesia estabeleceu um novo modo narrativo e consolidou gêneros líricos que se tornariam dominantes nos séculos XIV e XV, como a balada, o virelai e o rondeau, que também eram gêneros musicais. Deixou produção numerosa na poesia lírica e quatorze longos poemas narrativos (dits), bem como em diversos formatos de canção polifônica e homofônica, com temáticas que tratam principalmente dos ideais cavaleirescos e do amor cortês, mas abordando também assuntos políticos e sociais e os contrastes entre o mundo ideal e o mundo real. Sua grande ênfase na dignidade e valor do indivíduo, suas preocupações pedagógicas e seu interesse na boa formação ética, intelectual e técnica dos artistas, que os capacitassem a se tornar modelos e líderes para a sociedade, estabelecendo no mundo a harmonia divina através da arte, o tornam um proto-humanista. 
Suas obras correram a Europa, fundando toda uma escola que permaneceu influente por mais de um século, sendo importante referência para poetas celebrados como Geoffrey Chaucer, Jean Froissart, Eustache Deschamps e Cristina de Pisano e para numerosos compositores. No século XVI sua contribuição havia sido esquecida, e somente no século XIX iniciou uma lenta recuperação. A partir da segunda metade do século XX tornou-se um dos poetas e compositores medievais mais estudados, sendo objeto de volumosa bibliografia. Suas músicas estão entre as mais gravadas e executadas do repertório medieval, voltando a inspirar vários criadores, e além do valor histórico e intrínseco da sua produção literária, certos aspectos de sua construção textual, como os cruzamentos entre ficção e realidade, as narrativas com focos múltiplos e a presença constante de elementos autobiográficos, metalinguísticos e intertextuais, interessam hoje por suas afinidades com a literatura pós-moderna. Suas obras mais afamadas são o poema narrativo Le Livre dou Voir Dit e a composição sacra Missa de Notre Dame, um dos maiores marcos da música da Idade Média.

## Vida
Guillaume de Machaut é um dos artistas medievais cuja vida é mais bem conhecida; mesmo assim, ela ainda tem importantes lacunas. Nasceu em data incerta. A maioria dos críticos o coloca nascendo entre 1300 e 1302. Tampouco o lugar de nascimento é conhecido com segurança, mas deve ter ocorrido na cidade de Machault, a cerca de 39 quilômetros de Reims, na Champagne. Nada se sabe sobre seus pais, e sobre sua família imediata só resta notícia de Jean, seu irmão mais novo, que foi clérigo na diocese de Reims. Eustache Deschamps, poeta e seu seguidor, pode ter sido seu sobrinho. Biografias mais antigas davam-lhe uma origem nobre, hoje é considerado um plebeu, mas Lawrence Earp diz que as evidências neste aspecto são pobres demais tanto para afirmar quanto para negar qualquer uma das alternativas. Talvez Machaut também tenha se associado à Igreja desde cedo como o irmão, e sua educação deve ter ocorrido na escola da Catedral de Reims. Foi chamado de clérigo (clerc, clers), mas a palavra tinha um significado diferente naqueles tempos, nem sempre indicava ordens sacras, em vez significava genericamente alguém que havia recebido uma boa educação em uma escola da Igreja. Fez estudos superiores provavelmente na Universidade de Paris, onde obteve um grau de mestre, mas não se sabe exatamente em que domínio; ao que parece, nas artes liberais, que eram divididas no trívio (lógica ou dialética, gramática e retórica) e no quadrívio (aritmética, geometria, astronomia e a música em seus aspectos teóricos).

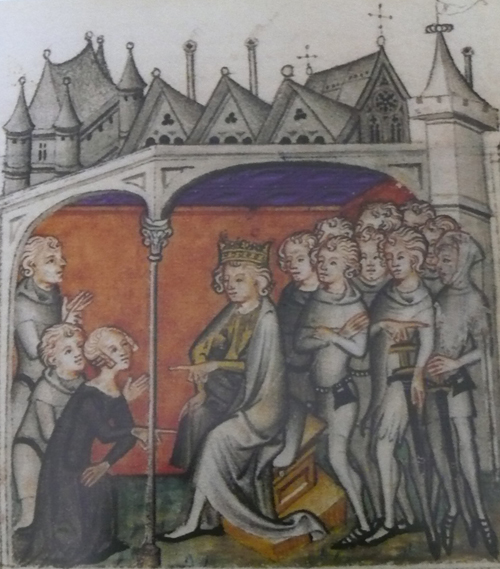
Iluminura mostrando João de Luxemburgo,

Em torno de 1323 passou a servir João de Luxemburgo, rei da Boêmia, uma associação que seria fundamental para seu posterior desenvolvimento como compositor e poeta cortesão, tanto pelo apoio recebido e pelo acesso que lhe proporcionou a um ambiente cultural florescente quanto pelo exemplo pessoal, tomando a figura do rei como um modelo do cavaleiro ideal: generoso, valente, audaz, símbolo de valores tradicionais que o poeta lamentará ver perdendo-se em sua geração, qualidades pelas quais ele de fato tornou-se famoso, e que se tornariam uma temática recorrente na produção literária de Machaut. São desta época suas mais antigas composições e poesias cuja data é razoavelmente assegurada, e também pode ter feito nesses anos contato pessoal com Philippe de Vitry, um dos grandes teóricos e compositores da Ars Nova, que seria um de seus modelos artísticos. Deve da mesma forma ter entrado em contato com a corte francesa, uma vez que João tinha ligações com ela e encontrou-se com o rei Carlos IV em Reims, onde assistiu à sua coroação, em Toulouse e outras cidades. João foi um militar ativo e fez diversas campanhas no centro e oeste da Europa nas décadas de 1320 e 1330. A partir de descrições geográficas e factuais que deixou em seus poemas, Machaut presumivelmente o acompanhou em diversas delas, e sob o patrocínio de seu senhor iniciou seu cursus honorum. Por volta de 1330 foi nomeado esmoler, responsável pela distribuição das esmolas aos pobres, em 1332 foi indicado notário, e no ano seguinte tornou-se secretário do rei João, estando entre seus deveres ler poesias para ele. Nesta altura suas viagens com o rei devem ter praticamente cessado, passando a viver como um cortesão. A corte era rica em vida cultural, e Machaut por certo deve ter se beneficiado deste ambiente favorável às artes. Ele produziria para o rei muitas obras, destacando-se os poemas Dit du Vergier e sobretudo o Jugement dou Roy de Behaingne, um dos mais importantes desta fase, que se tornou muito popular e consolidou sua fama como poeta cortesão.
Em recompensa por seus serviços a João de Luxemburgo o papa João XXII concedeu a Machaut diversos benefícios e rendas, iniciando com sua indicação como capelão do hospital de Sainte-Marie-de-Houdain (1330), depois cônego de Verdun (1330), Arras (1332), Reims (1333) e Saint-Quentin (c. 1333-1335). A capelania de Houdain era sine cura, ou seja, mais honorária do que efetiva, não exigia residência na cidade, nem ordenação sacerdotal ou trabalho pastoral propriamente dito, podendo delegar a um sacerdote as incumbências litúrgicas. Já os canonicatos foram outorgados em caráter expectante, dependendo da abertura de uma vaga, mas todos esses cargos lhe davam direito a uma prebenda. Em torno de 1335 o papa Benedito XII, em um programa de austeridade, revogou todos os seus privilégios, salvo o de Reims (talvez também o de Saint-Quentin).
Em 1337 ele finalmente foi colado cônego da Catedral de Reims por procuração, e em 1340 tomou posse efetiva. O canonicato de Reims exigia Ordens para a posse, e assim Machaut deve ter sido feito pelo menos subdiácono. A posição era muito rendosa e prestigiada devido ao fato de que nesta Catedral eram coroados os reis da França. A partir desta indicação deve ter fixado residência em Reims. Não há muitas atestações seguras de sua estada na cidade, mas a Catedral exigia de seus cônegos a presença por pelo menos 28 semanas em cada ano. Ele continuava oficialmente a serviço de João de Luxemburgo, e há evidências de viagens. Parece que foi-lhe concedido em 1343 também um canonicato em Amiens, mas pouco se sabe a respeito.

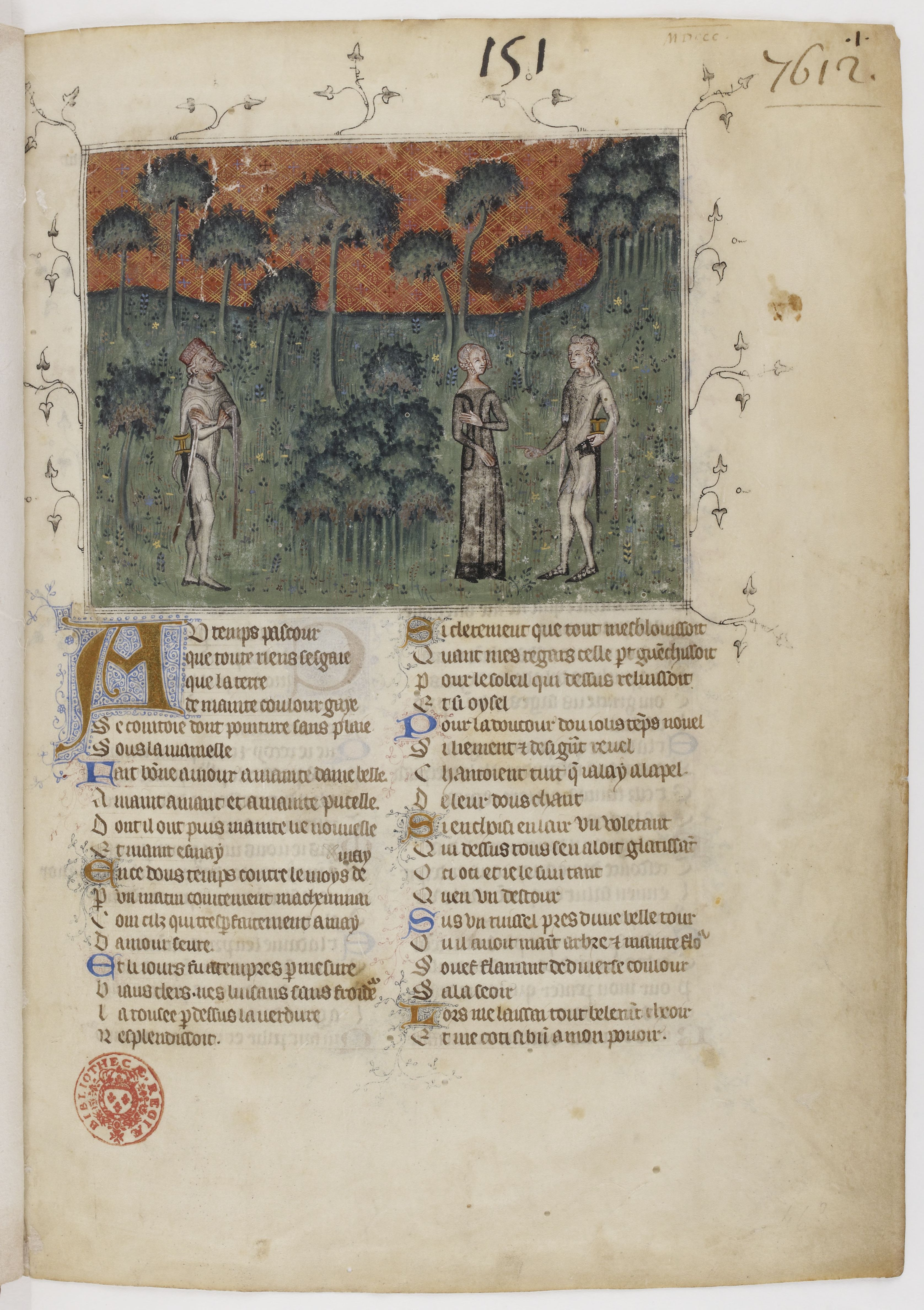
Página do manuscrito de Remède de Fortune.

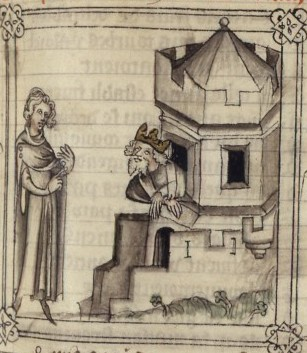
Iluminura retratando Machaut e Carlos II de Navarra.

Com a morte do rei em 1346 na Batalha de Crécy, encerra-se definitivamente este período em sua vida. É possível que desde algum tempo antes já estivesse servindo à filha de seu antigo mestre, Bona de Luxemburgo, casada com João de Valois, duque da Normandia. Machaut aparentemente foi-lhe devotado, escrevendo-lhe poesias e músicas e pelo menos um importante poema, Remède de Fortune, e deve datar deste período sua primeira coleção organizada de obras, preservada no Manuscrito C, que revela sensíveis avanços em relação às suas primeiras criações, mas pouco se sabe com segurança sobre esta fase. Segundo Earp, "o mecenato artístico da misteriosa Bona de Luxemburgo parece oferecer interessantes pistas para novas pesquisas, em particular no que toca à possível conexão entre o mecenato de Bona e o desenvolvimento por Machaut das formas polifônicas fixas, assim como seu cultivo do virelai monofônico como uma música de dança".
Bona faleceu em 1349, provavelmente infectada pela peste. Não há sinais de que Machaut houvesse estabelecido qualquer ligação direta substancial com seu marido João de Valois, que subiu ao trono pouco depois como João II da França, embora ele possa ter financiado o acabamento do Manuscrito C em memória da finada esposa. Desta maneira, em algum momento entre 1349 e 1352 Machaut buscou proteção junto ao rei Carlos II de Navarra. Carlos era afilhado de Bona, o que pode ter facilitado a aproximação, mas provavelmente ela se deva à intervenção de seu irmão Jean, que mantinha ligações com a corte de Navarra. Não parece ter sido contratado para um emprego fixo. Uma importante criação desta fase é o poema Jugement dou Roy de Navarre, que mostra uma nova direção em suas preocupações, começando a abandonar a ideologia idealista cavaleiresca e a temática do amor cortês para retratar a dureza do mundo real, a exemplo da descrição da peste no Jugement, e a abordagem de temas políticos na balada Donnez, seigneurs e no moteto Tu qui gregem — Plange. A mudança, porém, não foi completa, e ainda surgiriam de sua pena numerosas peças líricas e narrativas reminiscentes do Roman de la Rose, um clássico da literatura cavaleiresca. De toda forma a associação com Navarra foi efêmera e bastante tumultuada. Carlos II, pretendente ao trono francês, mantinha uma relação tensa e volátil com o rei João II e foi acusado de tramar um golpe de Estado, sendo preso em 1356. Machaut apoiou Carlos e isso pode ter prejudicado seu relacionamento com a casa reinante da França. A França estava também envolvida na Guerra dos Cem Anos e João acabou preso pelos ingleses. Em 1359 Machaut descreve a si mesmo em um poema envergando armadura e participando da defesa de Reims do ataque de Eduardo III da Inglaterra, a despeito de sua idade e de sua posição eclesiástica.
João II retornou à França em 1360, iniciando um período de tranquilidade. Isso se refletiu na produção de Machaut, que retomou os temas cortesãos e voltou seus interesses para a corte francesa, uma vez que as manobras traiçoeiras de Carlos II haviam se tornado evidentes, fazendo Machaut retirar seu apoio. Neste ano apareceu o poema Dit de la Fonteinne Amoureuse, dedicado a João, Duque de Berry, filho de João II e Bona, que o artista conhecera desde o nascimento e logo se tornaria seu patrono. Outros que podem ter-lhe dado apoio nestes anos foram Carlos, delfim da França, futuro Carlos V, João II de Melun, conde de Tancarville, Pedro de Lusignan, rei de Chipre, Roberto, duque de Bar, Filipe II, duque da Borgonha, e Amadeu VI, conde de Savoia. Estas e outras personalidades foram citadas em algumas composições e aparecem adquirindo alguma obra ou coleção de peças do artista, mas não há segurança para afirmar que tenham sido oficialmente seus patrões ou tenham sido seus mecenas em bases regulares. Machaut nesta altura já tinha uma reputação internacional, ganhara alguma riqueza e passava a dar grande atenção à perenização de seu legado, ordenando a manufatura de edições luxuosas de seus poemas e músicas, ao que parece supervisionando-as em pessoa, e recebendo várias encomendas de suas obras completas, que se disseminaram pela Europa. Graças a isso se deve a preservação quase integral de sua produção, um caso único entre os artistas medievais.
Já idoso e doente, por volta de 1362 Guillaume de Machaut teria se apaixonado por uma jovem que admirava seu trabalho, que tem sido identificada como Péronnelle d'Armentières, de 19 anos, com quem manteve correspondência, tornando-a, sob o pseudônimo de Toute Belle (Toda Bela) um personagem central do Livre dou Voir Dit, sua obra poética mais importante. Porém, a historicidade desta dama às vezes é contestada e ela pode ser uma mera criação literária. Desta época é também sua mais celebrada composição musical, a Missa de Notre Dame. Em torno de 1372 sua produção poética praticamente cessou, e sua ocupação principal passou a ser a revisão e a produção de edições definitivas de seus trabalhos. Faleceu em Reims em abril de 1377, cercado da estima de toda uma geração de artistas e admiradores, que o tinham como um dos maiores luminares do seu tempo. Foi sepultado na Catedral, na mesma tumba que seu irmão. Um dote instituído por eles e aumentado por seus patronos comemorou a data de seu falecimento por muitos anos.

## Obra
Sua obra em música trabalha quase todos os gêneros eruditos cultivados em seu tempo, compreendendo 24 motetos, 22 rondeaux, 33 virelais, 42 baladas, 24 lais, Ver nota  um hoquetus e uma missa. Na poesia escreveu 14 longos poemas narrativos (dits) e um grande conjunto de peças líricas não musicadas reunido na coleção La Louange des Dames, compreendendo 323 motetos, 242 baladas, 233 virelais, 222 rondeaux, 19 lais, 11 complaintes e 7 chansons royales. Também merece nota o Prólogo que incluiu em suas obras completas, onde faz uma descrição de seus objetivos e do significado de suas peças. Várias de suas obras se tornaram muito conhecidas, mas o poema Voir Dit e a Missa de Notre Dame são considerados suas peças capitais.

### Música
Machaut viveu num tempo em que a música tinha amplas associações éticas e metafísicas. Nas universidades medievais e nas escolas catedralícias a música era considerada a única das artes morais e especulativas, fazendo parte do quadrívio. Seguindo o ditado de Boécio e outros escritores clássicos, para o pensamento medieval a música devia refletir em suas harmonias a harmonia cósmica, uma ideologia que era explicitamente cultivada por Machaut. Nas palavras de Méllier, 
"Boécio distinguia por analogia a musica mundana, a música das esferas celestes, da musica humana, o ritmo biológico do corpo, das pulsações e doenças periódicas, e também da musica instrumentalis, o som dos instrumentos musicais, que por extensão incluía a sonoridade da poesia. Numa ressonância da musica mundana, o mundo medieval via na musica humana e na musica instrumentalis o processo pelo qual a alma meditativa individual se expressava externamente, estabelecendo assim uma conexão entre o corpo humano, a voz e a alma. Desta maneira, a música desencadeava uma harmonia interna que estabelecia uma relação entre o macrocosmo e o microcosmo".

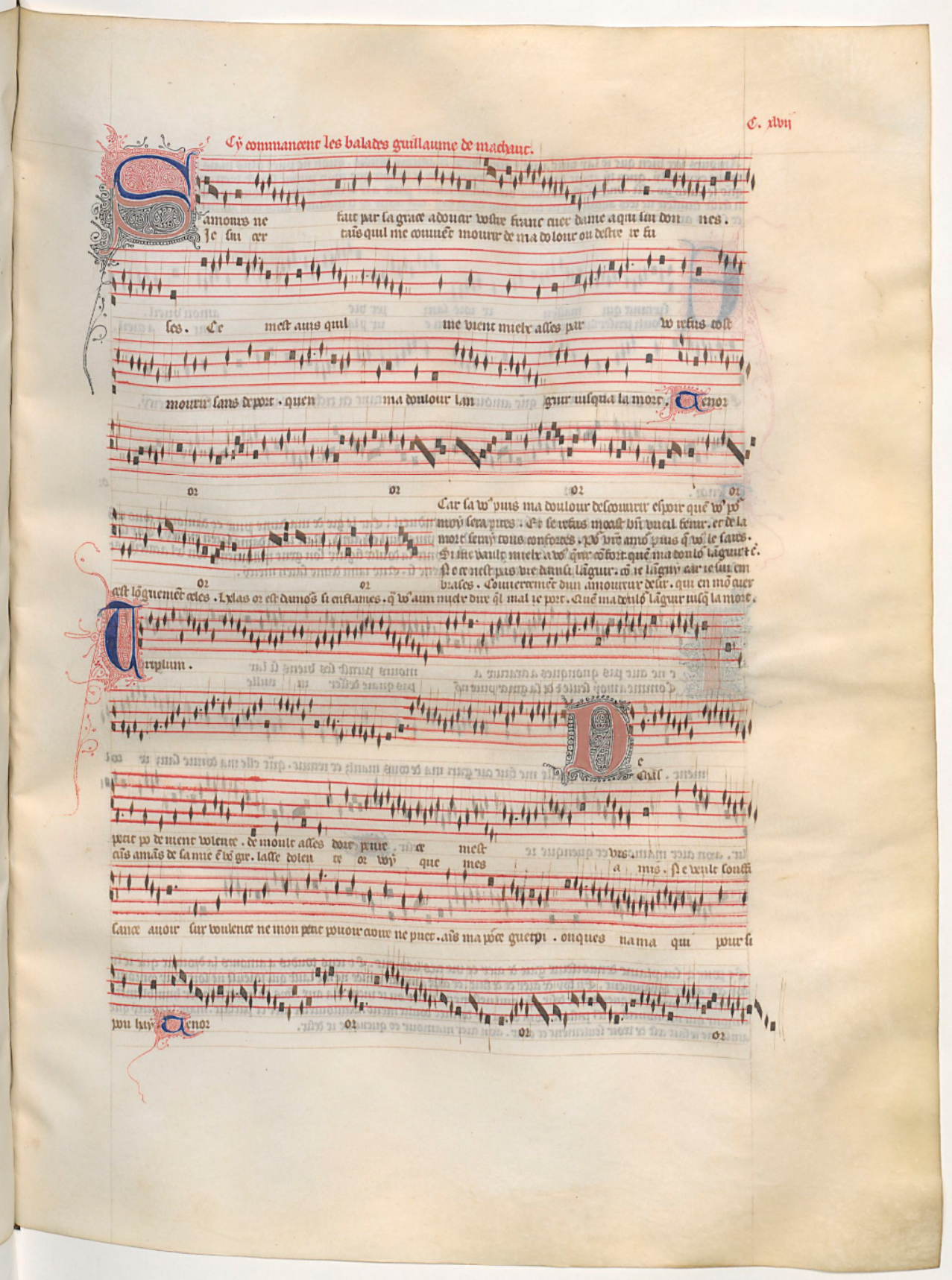
Balada S'amours ne fait par sa grace adoucir.

Este período testemunhou a transição entre a Ars Antiqua e a Ars Nova. A Ars Antiqua representou a fundação da polifonia, com o acréscimo de uma e depois mais linhas melódicas em contraponto ao canto gregoriano. A Escola de Notre-Dame em Paris assumiu o protagonismo das novas pesquisas sonoras, num movimento caracterizado pelas relações equilibradas entre texto e música e pelo absoluto domínio dos ritmos ternários — em alusão à Santíssima Trindade, que eram variados a partir de seis modos rítmicos derivados da métrica poética — e de harmonias simples baseadas em intervalos de oitava e quinta, considerados "perfeitos", dando-se grande ênfase a proporções matemáticas e simbolismos numéricos fundamentados na teoria da harmonia das esferas e na doutrina religiosa. A sistematização da Ars Nova principalmente por Philippe de Vitry e Johannes de Muris deu as bases para o estilo maduro de Machaut, que mostra um forte interesse pelas intrincadas e caprichosas relações rítmicas, melódicas e harmônicas introduzidas pela Ars Nova e pela sua derivação da Ars Subtilior, onde o texto passava a ser subordinado à música, dando-lhe muito maior liberdade, embora ainda regida por regras rigorosas. No entanto, ele foi uma figura de exceção nesta evolução, procurando preservar a importância do texto em paridade com uma maior complexidade musical. Seu tratamento da harmonia se inseriu no contexto transicional de sua época, quando começava o abandono dos arcaicos modos eclesiásticos, que remontavam à música da Grécia Antiga, em favor do estabelecimento das primeiras fundações da tonalidade, mas características verdadeiramente tonais só se consolidariam na música do século XVI. Os modos, de fato, organizavam as relações entre as notas de uma certa escala musical diatônica e sua nota fundamental dava o "tom" geral da composição, mas eles não pressupunham o conceito musical de harmonia propriamente dito, sendo estabelecidos para a linha melódica isolada do canto gregoriano, sobre o qual se construíram as elaborações polifônicas posteriores. Assim, em sua produção não existem elementos típicos da música tonal, como as modulações e progressões harmônicas, e as cadências funcionam mais como pontos de descanso do que organizam a estrutura e dirigem o discurso musical, e não guardam relação muito clara com a harmonia geral das peças. Como cada modo era associado a determinada atmosfera psicológica ou simbólica, Machaut aproveitou-se dessas convenções ainda correntes para explorar conscientemente as possibilidades de combinação de diferentes modos e o uso de dissonâncias para criar tensões formais e expressivas. Esses traços, antes do que defeitos, como foram considerados até recentemente, eram a linguagem de seu tempo.
Os avanços da Ars Nova foram condenados pela Igreja e banidos da música sacra, considerados como profanos e sensuais e como obstáculos para o entendimento do texto cantado, além de ameaçarem a pureza da devoção. Os interditos tiveram pouco efeito prático, mas provocaram o redirecionamento dos principais esforços da vanguarda musical para o terreno secular. A Ars Nova introduziu também uma série de novidades na notação musical, necessárias para registrar com mais precisão as novas subdivisões das notas e os novos ritmos. Embora não fosse o seu criador, sendo devedor de precursores como Jehannot de Lescurel, Adam de la Halle, Jean Acart de Hesdin e Jean de Le Mote, coube-lhe um papel decisivo na consolidação e aperfeiçoamento de novas estruturas e formas musicais, dentre as mais importantes, as chamadas "formas fixas" da Ars Nova, que eram também formas poéticas: a ballade (balada), o virelai e o rondeau, que desenvolviam especialmente um tratamento polifônico do texto e enriqueciam a musicalização tipicamente silábica da poesia introduzindo melismas na melodia. Pelo seu importante papel neste campo justifica-se que muitos críticos o considerem o verdadeiro fundador da canção polifônica. Ao mesmo tempo, ele incorporou as tradições trovadorescas da canção monofônica, representadas principalmente por La Halle, onde a linha melódica não era harmonizada por outras vozes. A partir da combinação desses elementos essenciais, Machaut desenvolveria uma obra musical de enorme riqueza e sofisticação, cuja definição dentro de esquemas simples é muito difícil exatamente pela grande variedade de soluções que encontrou. Segundo Hindley, a forte ênfase em regras rigorosas e fórmulas matemáticas na estruturação das composições deste período poderia ter levado a música a concentrar-se principalmente nos aspectos formais e técnicos, mas "pode ser considerado quase um milagre que qualquer forma de lirismo pudesse emergir deste emaranhado de cálculos. O fato deste milagre ocorrer deve-se a Guillaume de Machaut. [...] Ele demonstrou a mesma sensibilidade em seus mais rigorosos motetos quanto em suas obras mais livres".
Contrastando com a boa documentação de sua influência poética, a atestação de sua influência musical é mais problemática. Ele praticamente não é citado nominalmente como músico em tratados musicais e na literatura de seus contemporâneos, e a maciça maioria dos escritores só faz menção à sua carreira como poeta. Não obstante, sua importância musical é comprovada indiretamente pelo grande número de obras francesas, ibéricas e italianas que tomam de empréstimo seus temas ou se constroem como paráfrases de suas composições, e pelas diversas alusões não nominais de músicos e tratadistas a respeito de técnicas notacionais que ele introduziu. Nigel Wilkins, um dos importantes estudiosos de sua obra, disse que "ele dominou os meados do século XIV", e que nenhum artista imediatamente anterior ou posterior demonstrou tanta habilidade no manejo tanto da poesia como da música. No século XVI seu legado musical havia sido esquecido, mas na contemporaneidade seu prestígio atingiu um alto nível e muitos compositores revisitaram suas obras em releituras ou de alguma forma foram inspirados por ele.

#### Motetos

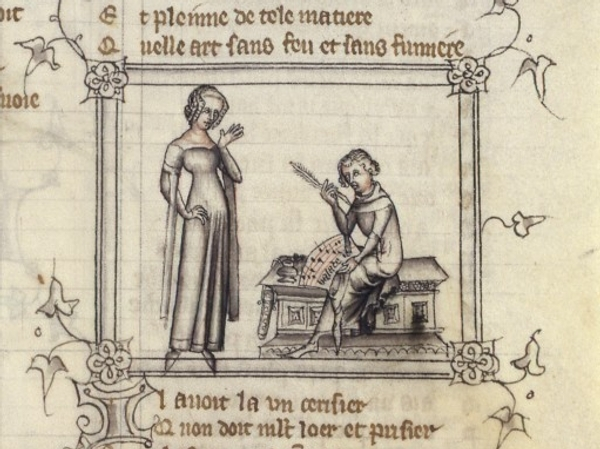
A dama e o poeta.

Machaut deixou o maior corpo de motetos medievais cuja autoria é conhecida, com 24 exemplos. Dezoito deles são escritos para duas vozes, com uma terceira parte instrumental, quatro são para quatro partes (duas instrumentais), e dois para três vozes. O moteto era uma das formas musicais mais prestigiadas, rígidas e eruditas de sua época, em regra construído sobre proporções matemáticas e simbolismos numéricos, sendo voltado basicamente para plateias educadas da aristocracia e da intelectualidade, mas também tinham um extenso uso no culto religioso. No caso de Machaut, eles foram dirigidos principalmente para seus patronos da elite profana. Eles fazem uso daquelas relações abstratas e tratam em geral do amor cortês, abundantes em alegorias e em alusões ao Roman de la Rose, mas também abordam outras tradições trovadorescas, temáticas bíblicas e filosóficas e mesmo fatos do seu presente, como a Guerra dos Cem Anos. Musicalmente, são devedores principalmente do modelo estabelecido por Philippe de Vitry no estilo da Ars Nova, bem como da música litúrgica. No costume de seu tempo, os motetos trazem textos diferentes para serem cantados ao mesmo tempo pelas diferentes vozes. Os compositores inicialmente selecionavam um trecho de canto gregoriano cujas palavras pudessem ser utilizadas no desenvolvimento do tema literário da peça pelas outras vozes. Era também prática comum usar uma linha de outros compositores adicionando uma ou mais vozes acima ou abaixo dela, e muitos motetos mais antigos foram compostos coletiva e cumulativamente desta maneira. No século XIV a tendência foi de unificar a composição sob um único autor, mas Machaut não se exime da fazer citações de peças de outros compositores. Os textos que emprega são retirados de celebrações religiosas pungentes, como as liturgias dos mártires e de episódios bíblicos trágicos, ou de passagens sobre a Mater Dolorosa, e a música que ele cria é correspondentemente sombria e lamentosa. Sobre esses textos Machaut acrescenta outros, às vezes em latim, mas em sua maioria em francês. Segundo Dufourcet-Hakim, 
"Os poemas das vozes superiores se inspiram na atmosfera determinada pelo texto do canto gregoriano, e se complementam mutuamente ao delinear as nuanças psicológicas dos sentimentos descritos; os sofrimentos místicos se encontram geralmente transpostos para o plano amoroso, um pretexto para variações sobre o tema do amante frustrado e infeliz. [...] A concordância entre o tenor [que carrega a linha derivada do canto gregoriano] e as outras vozes se opera segundo dois níveis de tropo: por simples encontros verbais, por vezes indiretos, uma vez que estes encontros provêm de outras passagens do texto ao qual pertence ao fragmento, e o tropo seguido pela paráfrase ou extrapolação da ideia geral contida no tenor".

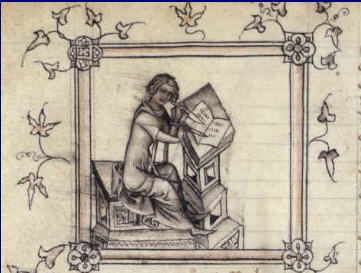
Machaut escrevendo.

As possibilidades desta combinação de textos diferentes foi explorada virtuosisticamente pelo compositor para criar obras passíveis de múltipla significação, conforme a análise de Rose-Steel: "Machaut permitiu que os vários autores colidissem, criando um ambiente musical e textual em que elas pudessem interagir, sem impor uma conclusão definitiva. O emprego da auctoritas podia, portanto, criar ambiguidade e irresolução, e não necessariamente funcionar como a 'palavra de Deus', imposta a um texto a partir de fora". Ela continua:
"Os motetos eram o melhor campo possível para Machaut investigar esses contrastes por causa da sua natureza polifônica e politextual. A simultaneidade da apresentação de diferentes correntes de pensamento é de muitas maneiras um retrato acurado dos conflitos de ideias e interesses da vida real, que raramente se apresentam como debates claramente circunscritos. Machaut parece ter sido um escritor com um forte senso de identidade e integridade. Ele não tremia diante das consequências às vezes alarmantes do amor, nem diante das regras da esfera cortesã onde trabalhou, mas antes usou sua arte para expressar esses conflitos. Machaut não procurou aplicar seus esforços artísticos para gerar conclusões sólidas ou finais felizes obrigatórios. Em vez, ele usou o pleno potencial do moteto para facilitar o contínuo jogo entre expressões de pensamento complexas e frequentemente contraditórias".
Essas relações são enfatizadas pelas relações intrínsecas da música, utilizando os princípios da retórica musical e modos adequados a cada sentimento segundo as convenções da época. Os estados de desespero, desilusão ou tristeza, por exemplo, são ilustrados por melodias irregulares e sincopadas e ambiguidades e movimentos modais que criam tensões propícias para evocar situações psicológicas instáveis. Quando retrata sua dama idealisticamente, é típico o emprego de melodias de contornos mais definidos e modos mais luminosos (preferencialmente os autênticos em oposição aos plagais) e sem alternâncias, transmitindo uma impressão de estabilidade e confiança. A ilustração dos estados de espírito se reflete até na notação, utilizando a musica ficta (música "fingida" ou "falsa", não escrita literalmente mas subentendida na prática, tais como alterações na altura e na duração das notas) para assinalar sentimentos perturbadores. Quase todos os motetos de Machaut usam a estrutura do isorritmo, onde um padrão rítmico constante é repetido várias vezes e pelas diversas vozes, variando porém a duração das notas e o desenho melódico, resultando em complexos esquemas rítmicos na combinação de padrões de duração diferente. Sua obra mais conhecida neste gênero é Qui es promesses — Ha Fortune — Et non est, que inclui uma veemente invectiva contra a Fortuna. Também é frequente a técnica do hoquetus, onde as vozes superiores fragmentam a melodia e dividem entre si o seu enunciado. Tornou-se conhecido popularmente o único hoquetus de sua autoria designado especificamente com este nome, o Hoquetus David, uma de suas peças mais gravadas, mas que tem recebido pouca atenção crítica. Sua estrutura é a mesma dos motetos isorrítmicos, com a diferença de não trazer texto, e as linhas melódicas são puros vocalises. É obra de atmosfera arcaizante, cuja função é ignorada, escrita para três cantores.

#### Missa de Notre Dame

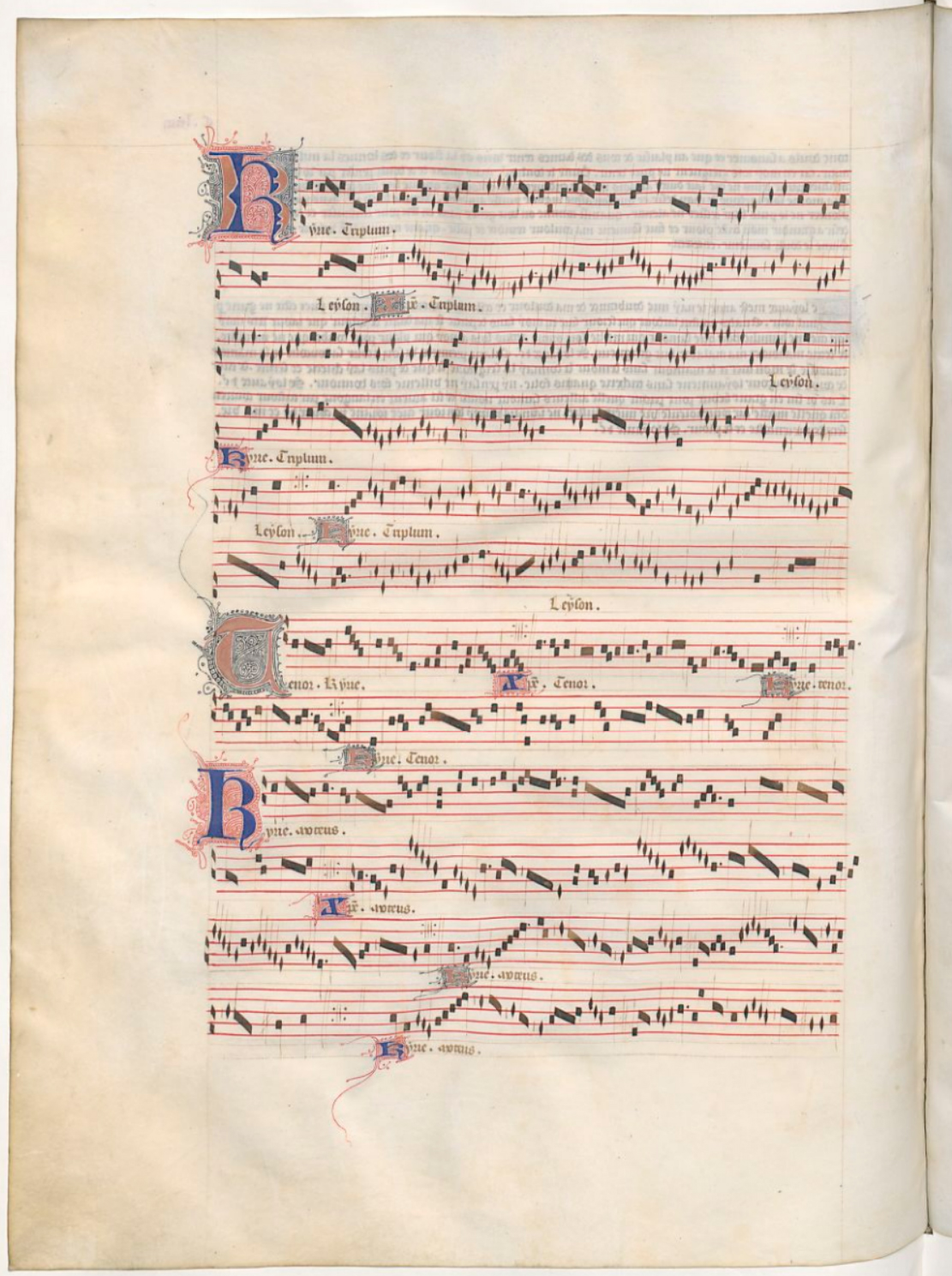
Kyrie da Missa de Notre Dame.

A Missa de Notre Dame (Messe de Nostre Dame), composta para quatro vozes, merece especial destaque dentre as obras que Machaut compôs. É a única que se conhece de sua autoria a possuir uma função estritamente litúrgica, foi uma das primeiras musicalizações polifônicas do Ordinário da missa e a mais antiga a sobreviver composta integralmente por um único autor. Antes a polifonia era reservada ao Próprio das missas, enquanto o Ordinário era cantado em canto gregoriano. Ela é também mais complexa do que qualquer outro exemplo de seu tempo. A peça inclui uma seção final independente do Ordinário, Ite, missa est.
Tem sido dito que a missa traz como outra inovação o uso de um mesmo tema para unificar as seções, sendo uma precursora da missa cíclica, modelo que foi adotado e desenvolvido por outros compositores no século seguinte. Contudo, há que considerar que talvez ela não tenha sido composta de uma só vez, podendo ser a compilação de seções independentes, como suspeitam diversos críticos, e um tema claramente identificável só ocorre nas seções Sanctus e Agnus Dei. Por outro lado, foram empregadas outras formas para estabelecer unidade, como certos movimentos harmônicos e fragmentos melódicos recorrentes, em particular um motivo de cinco notas descendentes que se ouve por toda a composição, bem como o uso de melodias de caráter semelhante ao longo de toda a peça. Linklater observou que a despeito de ser difícil provar tecnicamente a unidade da Missa, havendo de fato grande controvérsia a respeito, à audição ela "soa" muito mais integrada que as outras missas de sua época. Ela complementa: 
"A Missa de Machaut exibe coerência em um grau incomum no repertório [de missas], e, embora ela possa ser um candidato imperfeito como ancestral das missas cíclicas de Ockeghem and Dufay, ela não deixa de estar relacionada a esses trabalhos mais integrados em termos de concepção e realização. [...] Demonstra-se que a Missa de Notre Dame de Guillaume de Machaut tem unidade tanto no estilo quanto na estrutura, assim como na consistência de sua textura a quatro vozes, e mesmo na sua preservação em nada menos que cinco fontes diferentes, em sucessão ininterrupta, que trazem juntos todos os seus seis movimentos".
A obra foi composta em duas técnicas principais: o isorritmo, com as vozes desenvolvendo padrões rítmicos idênticos mas de durações diferentes, encontrado principalmente nas seções Kyrie, Sanctus, Agnus Dei e Ite, missa est, e o conductus, onde todas as vozes se movimentam juntas com ritmos idênticos ou muito semelhantes, mais presente nas seções Gloria e Credo. Machaut não usou a mesma técnica do isorritmo para todas as seções. Cada seção partiu de um fragmento diferente de canto gregoriano, que possuíam ritmos diferentes e portanto não se encaixavam dentro de um padrão constante. Entretanto, dentro de cada seção o isorritmo segue o mesmo padrão. Em alguns trechos, notadamente no Gloria e no Credo, ocorrem passagens a duas vozes sem nenhum texto, desenvolvendo floridas ornamentações que têm afinidade com a técnica do organum, típica da Ars Antiqua. A partitura original não indica instrumentos de acompanhamento dobrando as vozes, mas esta prática era comum.
A sofisticação rítmica, melódica e harmônica do conjunto da Missa de Notre Dame é característica da Ars Nova, mostrando como a proibição eclesiástica para o uso desta corrente na música religiosa foi pouco eficaz. A Missa foi composta entre c. 1350 e c. 1372, mas evidências estilísticas apontam como mais provável uma datação no início da década de 1360. Foi destinada provavelmente para o culto mariano, e deve ser a mesma obra que a chamada Missa de Beata, citada no epitáfio do compositor, e que devia ser cantada nos aniversários de sua morte, conforme seu desejo. Apesar do prestígio de que a Missa desfruta hoje, sendo a sua música mais gravada e estudada, e um dos marcos da música medieval, ela foi uma espécie de anomalia em seu tempo, que aparentemente causou pouco ou nenhum impacto. Sarah Williams sintetiza a opinião corrente:
"Ao passo que de certo modo ela tem importância histórica como a mais antiga musicalização do Ordinário por um único compositor, sua real influência é difícil de estabelecer. Não teve imitadores imediatos no século XIV, e é duvidoso que os criadores das grandes missas do século XV a tenham conhecido. A missa cíclica, de aparição mais tardia, que não se consolidou senão um século depois, parece ter evoluído com um outro ponto de partida e em uma outra linha de desenvolvimento".
| Kyrie da Missa de Notre Dame                  |
|                                               |
| Versão instrumental em midi de Ricardo Frantz |

### Literatura

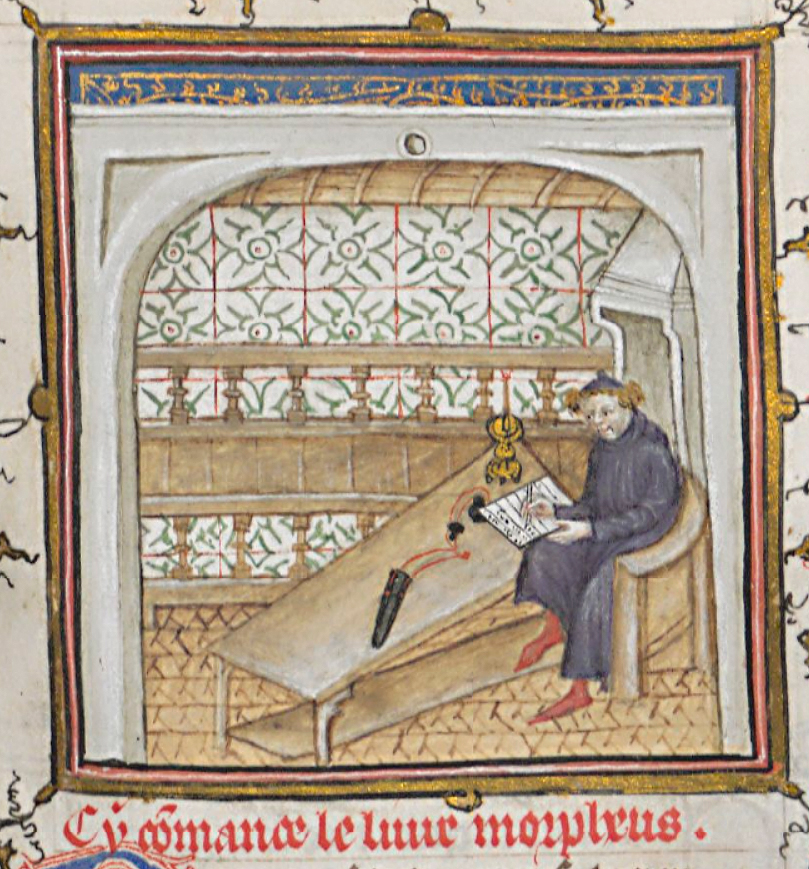
Machaut escrevendo, no manuscrito do Dit de la Fontaine Amoureuse.

Machaut ocupa um lugar diferenciado na poesia medieval francesa pela ênfase que dá ao chamado "eu poético", a sua representação em primeira pessoa, que ocorre em numerosos poemas, e que, segundo Swift, tem sido talvez o aspecto de sua obra literária mais explorado pela crítica, pelas pistas que oferece sobre as relações sociais, sobre a posição e educação dos poetas e sobre a construção de identidades artísticas públicas em seu tempo. Porter o chamou, por isso, de um dos primeiros "antologistas de si mesmo". Machaut mostra a si mesmo em seus textos como poeta, amante, clérigo, cortesão, protagonista, testemunha e cronista de eventos, criando relações complexas entre verdade e autoridade, entre autor e narrador, entre o particular e o universal, e entre a vida descrita em um poema e a vida real fora do papel, além de fazer a crítica da sua própria atividade criativa. Sua narrativa desenvolveu de modo inovador a perspectiva autobiográfica do narrador como testemunha e agente dos fatos e introduziu uma nova forma de estabelecer a verdade poética através da descrição da verdade do mundo, mas ao mesmo tempo criou ambiguidades e tensões entre fato e ficção. Apesar de ser um elemento unificante, a predominância do "eu poético" em seus escritos não deve ser entendida como se o autor possuísse uma visão estética inteiramente unificada ou coerente, e os jogos de espelhamento e ocultação/exposição do "eu", junto com enigmas, trocadilhos, alegorias, anagramas, paródias, quebra-cabeças, criptogramas, ironias e contradições deliberadas mostram uma personalidade criativa multifacetada e mutável, claramente consciente do caráter pelo menos em parte ficcional e lúdico da poesia, e de que ela é uma construção artificiosa que impõe necessariamente limites à verdade em prol da eficiência estética.
A própria reunião de suas obras completas em ricos manuscritos, uma prática que não existia em seu tempo, não serviu apenas para preservar e difundir seu legado e consolidar seu prestígio como autor erudito e bem identificado, distinto da multidão de poetas anônimos e populares, mas também foi um fator importante para estabelecer a si mesmo como uma autoridade em uma variedade de assuntos, permitindo-lhe fazer numerosas citações de si mesmo. Essas autorreferências acentuavam as conexões internas em seu trabalho e ao mesmo tempo ofereciam ao leitor múltiplas versões do "eu", tornando-o, em última análise, indefinido e inapreensível. Attwood explica seu pioneirismo oferecendo um panorama do contexto:
"No caso dos primeiros trovadores, o leitor era convidado a identificar-se, ou pelo menos aprender, com o poeta-personagem como um filho das circunstâncias, alguém que havia passado, mais ou menos involuntariamente, por experiências que subsequentemente determinariam a forma e o conteúdo de seu texto. Com Machaut, Froissart e seus sucessores, esta figura, em sua capacidade como criador, se torna o único instigador do texto, de modo que todas as experiências fora do ato de escrever são subordinadas à sua seletividade criativa. Este tipo de escrita a respeito da escrita elevou enormemente o status do poeta-personagem enfatizando a primazia e a natureza autoral de seu trabalho".
A Universidade de Stanford, que desenvolve importante projeto de digitalização dos seus manuscritos, assim o descreve:
"Machaut ocupa um grande espaço no campo da literatura tardo-medieval devido ao consenso geral entre os acadêmicos de que ele, de maneira sem precedentes, era profundamente cônscio de seu status como autor. [...] A comunidade de escritores da Baixa Idade Média reforçou a autopromoção de Machaut através de elegias nas quais ele é identificado como poète [um qualificativo de elevada distinção, em oposição a faiseur, que eram os 'fazedores de versos', muitas vezes anônimos e populares], colocado em companhia de escritores afamados como Ovídio, Boécio e Jean de Meun, e virtualmente identificado como o pai da literatura vernacular francesa".
Sua preocupação com a autopromoção, associada à precoce valorização do seu status como autor único de manuscritos de obras completas — embora manufaturados por escribas profissionais — tem influenciado profundamente as pesquisas modernas sobre o poeta, uma vez que a análise dos originais, com seus estilos de escrita peculiares, sua ortografia, suas anotações marginais, suas rubricas, suas decorações e outros elementos paratextuais, oferecem importantes luzes sobre uma variedade de aspectos da criação literária daquele tempo e sua difusão. O estudo das compilações de vários autores onde ele foi incluído também acrescenta dados valiosos para os pesquisadores, especialmente em função das escolhas editoriais, que contribuem para um melhor entendimento da recepção e da interpretação da obra em seu tempo, das relações autor-leitor e dos processos de construção cultural do prestígio e da identidade autoral.
Os expedientes autorreferenciais e pluri-significantes que abundam em seus textos tinham um precursor importante no Roman de la Rose, de Jean de Meun, que apresenta um narrador que atua em múltiplos níveis da realidade, associando a narrativa de fatos atuais e experiências pessoais a meditações retrospectivas e a incursões no mundo dos sonhos, o que acentuava a subjetividade do texto. O Roman de la Rose, escrito no século XIII, foi um marco na poesia medieval e obra extremamente popular, tendo características que se refletiram no trabalho de Machaut e muitos outros artistas. Além dos caminhos alternativos vislumbrados pelos referenciais antigos, que ele alargaria e aprofundaria, sua nova abordagem da arte acompanhava grandes mudanças sociais e culturais em seu próprio tempo. A época em que viveu foi agitada pela Guerra dos Cem Anos, pelos recorrentes episódios de peste e pelo exílio papal em Avinhão, compartilhando com outros poetas de sua geração o sentimento de que o mundo estava em convulsão e se aproximava do colapso. Neste período levantou-se grande reação entre os literatos franceses contra o surgimento de novas classes sociais, novos valores monetários e a secularização do mecenato, escrevendo obras de caráter cívico, didático e moralizante voltadas para a elite dona do poder, como são exemplos o Roman e boa parte da produção de Machaut. Junto com a crescente influência da literatura clássica cultivada nas primeiras universidades, notadamente a de Paris, esses fatores formaram o embrião do Humanismo.

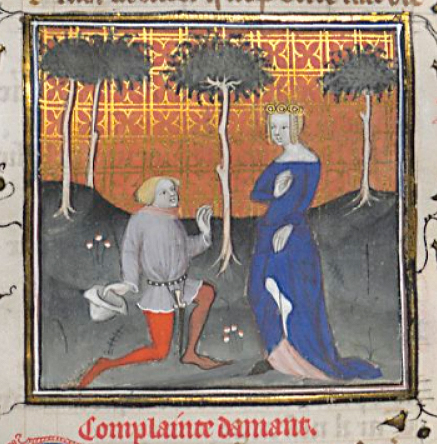
O amante e sua dama, no manuscrito de Le Louange des Dames.

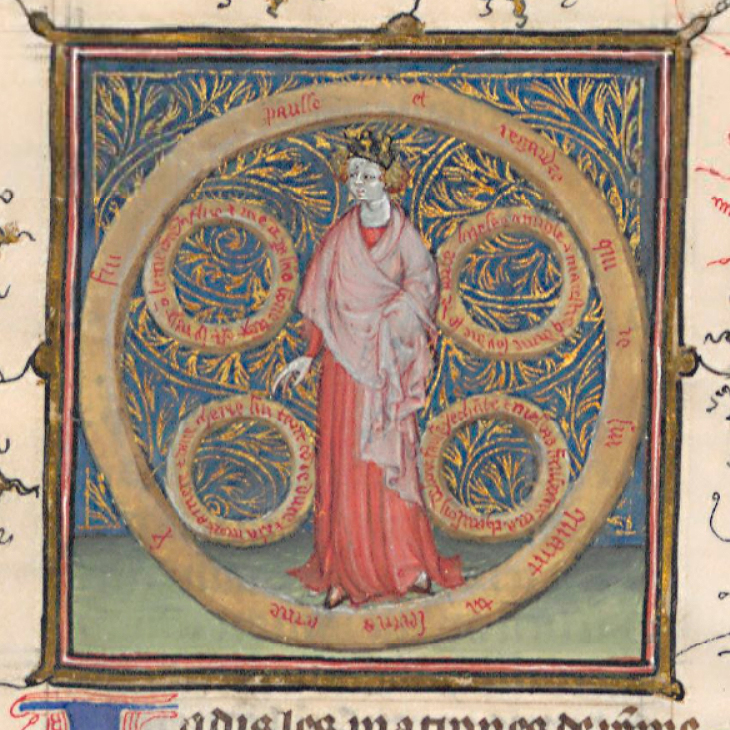
A Roda da Fortuna, no manuscrito do Livre du Voir Dit.

Uma abordagem proto-humanista é visível, por exemplo, no seu tratamento do tema tradicional do amor cortês, defendendo a experiência individual e a virtude do indivíduo em sua luta contra os azares da fortuna e as incertezas do amor, bem como reconhecendo a necessidade de encontrar um meio termo, a "média dourada" dos humanistas, entre o ideal e a realidade prática. Da mesma forma, seu interesse na formação de bons líderes entre a elite através da educação moral e literária, sua ênfase no "eu" e sua auto-apresentação como modelo artístico e como líder cívico, são prenúncios do didatismo político e ético e da eminência do indivíduo nas obras humanistas que apareceriam nos séculos XV e XVI. Também é um traço humanista sua preocupação em adestrar o talento inato do artista através de uma sólida educação, a fim de que se tornasse artisticamente competente no descrever com precisão os vários sentimentos e estados da alma pelas regras do ritmo, da forma e da versificação e de acordo com os estilos antigos e modernos, além de procurar educá-lo na arte da musicalização da poesia. Ele próprio se apresenta como um mestre da arte e da retórica, capaz de servir como modelo para outros. Em seu Le Livre dou Voir Dit, uma suma das suas ambições literárias, ele oferece uma ampla gama de seções em prosa e verso e nos estilos de fábula, epistolário e narrativa histórica em que descreve sua experiência pessoal, apresentando o poeta e também o músico como importantes agentes na harmonização do cosmos, e mostrando a si mesmo como um artista engajado na solução dos dilemas de seu tempo. Seus Jugements são especialmente notáveis pela abordagem dura de temas políticos e dos vícios humanos como a avareza, o egoísmo, o preconceito e a tirania, e pelas relações que faz entre a desarmonia do mundo e as doenças humanas de corpo e alma.
Também é um tema recorrente em sua produção a tensão entre a harmonia e sinceridade que ele deseja e idealiza e sua incapacidade de capturar a verdade por trás das aparências e de controlar o curso muitas vezes catastrófico dos eventos reais. Em vários de seus dits, como em Voir Dit e Remède de Fortune, ele expressa uma nota de desespero diante do caos do mundo, e se esforça para concluir os poemas com um fecho que possa oferecer alguma coerência para tudo, numa tentativa de modelar a realidade de acordo com sua vontade e moralizar os costumes. Outro de seus interesses centrais, "quase uma obsessão", conforme referiu Huot, era com o próprio processo de criação literária em todas as suas etapas, incluindo a transmissão oral e escrita da poesia e sua recepção pública, discutindo-o em muitos poemas, que assumem desta forma um denso caráter metalinguístico. Ele foi, segundo Porter, o primeiro poeta francês a escrever um longo poema narrativo — o Voir Dit — cujo assunto principal era a arte da escrita, e o primeiro a formar uma ideia de sua obra completa como uma unidade orgânica.
As formas líricas que consolidou, como o lai, o chant royal, o complaint, as baladas, rondeaux e virelais, bem como seu estilo narrativo, tornaram-se modelos para gerações de poetas depois dele, onde se destacam por exemplo, Jean Froissart, Geoffrey Chaucer, Alain Chartier, Eustache Deschamps, Cristina de Pisano e Oton de Granson, e passagens suas foram frequentemente citadas em obras alheias. Wilkins refere que ele foi a influência mais determinante no desenvolvimento da poética lírica por mais de um século, e sua influência especialmente sobre Chaucer e Froissart no campo narrativo "foi enorme", podendo ser comparado, em termos de estatura literária, a Chaucer, Dante, Petrarca e Boccaccio. Segundo Earp, a sua influência "foi tão penetrante, e seu estilo pessoal tornou-se tão conhecido, que a novidade das suas realizações logo foi esquecida", tornando-se a linguagem corrente. Seu exemplo se alastrou para outros países, em particular na Península Ibérica e, através de Chaucer, na Inglaterra, sendo sentido até o século XV, mas no século XVI havia sido esquecido.

#### Osdits
Os extensos dits de Machaut, suas poesias narrativas, são suas peças literárias mais importantes. Assim como outras obras congêneres de seu tempo, as de Machaut fazem uso de um grande repertório padronizado de temas, situações e personagens mais ou menos idealizados e alegóricos que formavam uma linguagem literária e simbólica corrente, derivada em grande parte do Roman de la Rose e da tradição cavaleiresca. A riqueza do conteúdo tradicional, no entanto, oferecia infinitas possibilidades de novas combinações e tratamentos, e segundo Leech-Wilkinson os trabalhos mais bem sucedidos neste gênero, típico do fim da Idade Média, se caracterizam por uma crescente fusão de elementos ficcionais oriundos da tradição com outros realistas, diretamente vinculados a aspectos autobiográficos e à situação política, cultural e social da época, não excluindo tampouco o humor e a ironia, resultando "em uma inextrincavelmente confusa distinção entre essas duas maneiras de representar a experiência humana". Os dits também se tornaram grandes veículos para uma nova maneira de oferecer didaticamente uma doutrinação ao público leitor, mormente em temas amorosos, muitas vezes entremeada de exemplos clássicos, em especial depois que os trabalhos mitológicos de Ovídio foram traduzidos para o francês, tornando-se um sucesso instantâneo entre escritores e a elite e uma fértil fonte de alegorias moralizantes. São de menor expressão os dits de la Margueritte, de la Fleur, de la Harpe e de la Rose, e os outros são obras de alta qualidade.

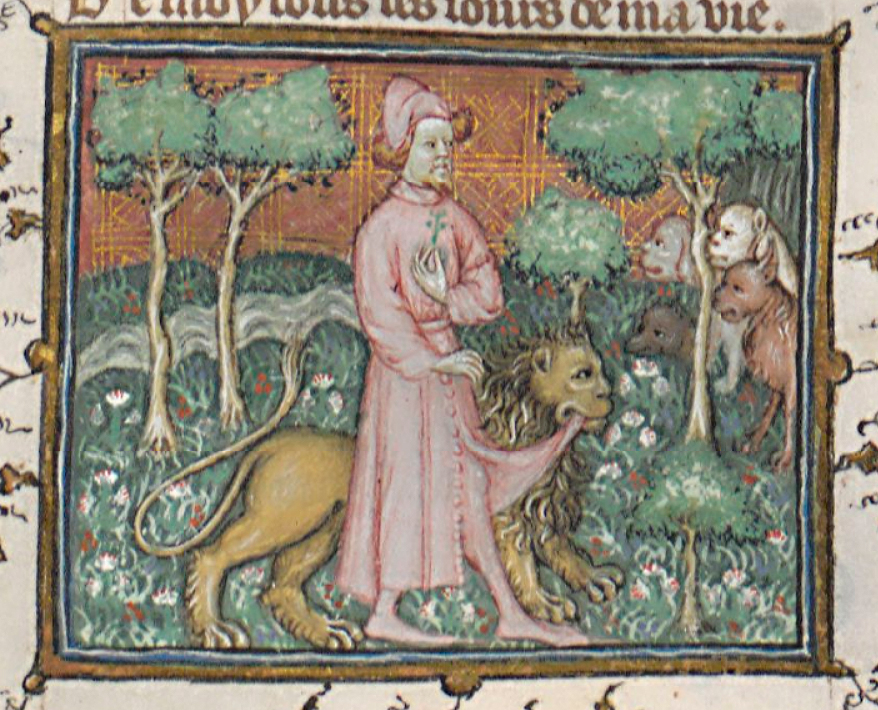
Machaut conduzido pelo leão, no manuscrito de Le Dit du Lyon.

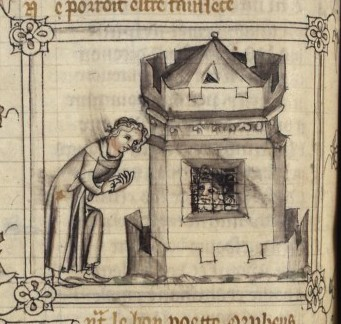
Retrato de Machaut em uma iluminura, a consolar o rei de Navarra em sua prisão.

Le Dit dou Lyon faz uma descrição realista de suas viagens com João de Luxemburgo em suas campanhas militares na Lituânia, acompanhado de uma narrativa alegórica, centrada na figura de um leão, sobre a competição e a inveja que acompanham os amantes felizes. Le Dit de l'Alérion é um dos seus poemas mais longos, traçando um paralelismo entre a arte amorosa e a arte da falcoaria, em seu tempo um dos passatempos prediletos da elite. O enredo relata que das quatro aves de rapina mantidas pelo narrador, três eram muito satisfatórias, mas todas haviam se libertado e desaparecido, e a quarta era tão ineficiente que fora abandonada. No final da história, para sua alegria, sua preferida acaba voltando para o mestre. As aves são comparadas às mulheres, com uma orientação didática apoiada em exemplos históricos e literários, incluindo a aparição de figuras alegóricas tradicionais como a Razão, a Natureza e a Fortuna, que servem de conselheiras nas desventuras do amor. La Prise d’Alexandrie é uma crônica em verso das aventuras de Pedro de Lusignan, rei de Chipre e Jerusalém, escrito após sua morte e à maneira de elogio fúnebre. Em Confort d'Ami o poeta dirige-se ao rei de Navarra, então preso, tentando consolá-lo através de exemplos bíblicos e clássicos, especialmente retirados do Ovídio Moralizado.
O Jugement dou Roy de Behaingne elabora uma conversação entre o amante e sua amada. Surge uma disputa a respeito de quem seria o mais infeliz: o cavaleiro traído ou a dama que perde seu amante para a morte. Para decidir o narrador solicita a opinião do rei da Boêmia, que julga mais infeliz o amante traído. O Jugement dou Roy de Navarre inicia com uma digressão autobiográfica e uma descrição da peste de 1349, apresentando a tensão entre a desordem e a harmonia no mundo, que e o poeta procura com sua arte solucionar. A narrativa faz alusão ao julgamento anterior, considerado injusto pelas damas, e reverte a decisão do rei da Boêmia. Foi sua poesia que em vida se tornou a mais célebre e, a julgar pela quantidade de cópias sobreviventes, a mais amplamente divulgada. A ligação entre os dois dits é mais uma evidência dos interesses de Machaut em torno de sua identidade como poeta e como autoridade interpretativa dos fatos, sendo sensível à recepção pública do primeiro e fazendo-lhe uma crítica com o segundo. Para Wright, a fluidez que resulta da interação entre os dois Jugements aponta para a relatividade, instabilidade e impermanência dos valores e para suas relações com aspectos de construção textual usando técnicas de espelhamento e conceitos de inacabamento e circularidade cultivados pela pós-modernidade.
Em Le Remède de Fortune, com cerca de 4.300 versos, o amante é obrigado a passar por uma série de tormentos por causa do amor, principalmente por causa da insegurança a respeito da reciprocidade. Após essas provas, o amante finalmente recebe a confirmação de sua amada, chegam a trocar alianças, mas no final da narrativa ela parece ser-lhe infiel, encerrando com uma nota ambígua. À maneira de Boécio, a Esperança consola o amante infeliz, e lhe mostra os caminhos traiçoeiros e inconstantes da Fortuna. Entremeados à narrativa principal há subtextos que adquirem relevância. Dá instrução sobre o comportamento dos cortesãos, contém uma das mais antigas e sistemáticas exposições didáticas sobre as "formas fixas" da poesia da época, com 8 poemas líricos interpolados como exemplo, dos quais sete são musicados, e discorre sobre a inspiração poética, oferecendo valiosos vislumbres sobre seu próprio processo criativo. Foi talvez, em termos de influência literária, o poema mais importante que produziu, deixando reflexos nítidos na produção de Chaucer, Froissart e Granson.

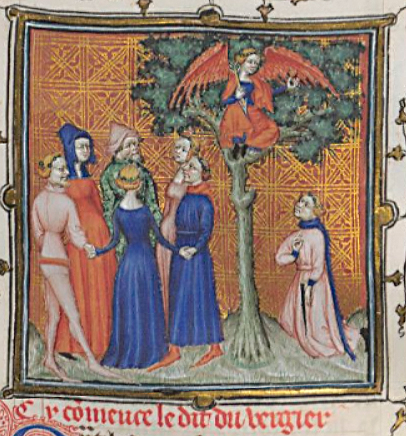
A visão mística de Machaut, no manuscrito de Le Dit du Vergier.

Le Dit dou Vergier é um sonho alegórico parafraseando o Roman atribuído a Guillaume de Lorris, na tradição do Roman de la Rose. Errante após a frustração de seu amor, o poeta entra em um maravilhoso pomar (vergier) em plena floração que lhe parece o verdadeiro Jardim do Éden, que o enche de alegria e consolação. O alado deus do Amor aparece-lhe sobre uma árvore portando nas mãos um dardo e um bastão, acompanhado de seis jovens, a Graça, a Esperança, a Piedade, a Lembrança, a Sinceridade e a Temperança, junto com seis donzelas, personificando o Querer, o Pensar, o Doce Prazer, a Lealdade, o Desejo e o Calar. O Amor em três longos discursos instrui o poeta sobre as diferentes facetas do amor e promete ajudá-lo a combater seus inimigos, o Perigo, a Vergonha e o Medo, se ele mostrar-se digno. Poirion considera que "os sonhos que o deus do Amor propõe ao poeta não dissimulam sua essência religiosa. Sob o signo do Amor, a 'religião da alegria' que Machaut professa atesta a sobrevivência, no seio da atividade poética, de um misticismo que remonta aos trovadores e que liga a criação poética às experiências mais intensas e mais sublimes da existência".
O Dit de la Fontaine Amoureuse ou Livre de Morphée é dedicado ao consolo de João de Berry quando ele tem de partir cativo para a Inglaterra como refém em troca da libertação do rei da França, mas ao contrário da obra dirigida ao rei de Navarra, esta não tem uma ênfase moralizante, política ou pedagógica, sendo antes uma ficção amorosa dedicada a um verdadeiro amigo, um refinado conhecedor de arte e um generoso mecenas, com o qual compartilha no texto experiências visionárias. Foi outra de suas obras que recebeu grande divulgação em seu tempo, sendo uma forte influência para Chaucer.

##### Le Livre dou Voir Dit
Le Livre dou Voir Dit, com 9.094 versos e numerosas interpolações, é considerado pela crítica recente a obra-prima de Machaut em literatura. Conta uma história de amor entre o poeta e sua dama através de trechos narrativos, epístolas em prosa e poesias líricas musicadas, onde o amor é destruído pelos boatos e fofocas dos invejosos. A despeito da reivindicação do poeta de que a obra oferece a verdade dos fatos [Voir Dit significa "história verídica"], é evidente que se trata de uma peça com grandes doses de ficção, elaborada a partir de material anterior e contando com a presença de personagens alegóricos e o relato de experiências metafísicas. Brownlee assinalou que é o mais consumado exemplo do seu estilo pseudo-autobiográfico e "o maior desenvolvimento possível para o gênero narrativo do poeta-narrador como amante-protagonista":
"Temos o que parece ser uma fusão quase completa entre amante, protagonista, narrador e poeta. [...] Além disso, há uma progressiva redução da distância temporal entre o tempo da escrita e o tempo da narrativa, até que a história é contada quase à medida que acontece. Isto é feito com um alto grau de autoconsciência literária: um dos principais assuntos do Voir Dit é a história da escrita e construção do próprio livro, a primeira vez na obra de Machaut em que isso ocorre explicitamente. A composição da poesia e a arte da escrita (incluindo a manufatura do códice e as atividades do mecenato) são aqui tematizados e ligados ao retrato do amor como experiência e como inspiração poética".

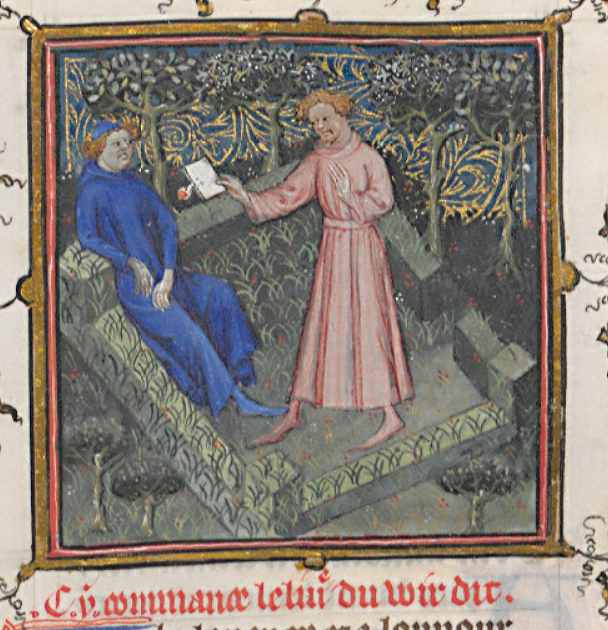
Machaut, desalentado, recebe correspondência de sua dama, iluminura no manuscrito de Le Livre dou Voir Dit.

Para Leech-Wilkinson, é o seu exemplo mais diferenciado e imprevisível neste gênero. A trama inicia de uma maneira tradicional, apresentando o poeta como amante infeliz, a quem falta não apenas uma dama, mas, como resultado, também a inspiração para compor novas obras. Em seguida ele se apaixona, e a dama lhe corresponde, mas segue-se uma longa e inconclusiva repetição de doenças e mal-entendidos que perduram por todo um ano. Os encontros que ocorrem depois entre o par são apresentados com grande habilidade dentro de uma atmosfera de otimismo e esperança, interrompida pela viagem da dama, que vai entreter o duque da Normandia e quase o esquece, surgindo suspeitas de infidelidade e uma série de contratempos que impedem o seu reencontro. O restante do poema é dominado pela frustração e pelas lembranças do que poderia ter sido um amor feliz. Nas palavras de Hardy, é "obra pessimista, em concordância com a melancolia do seu século". O tema central do amor se torna um pretexto para a exploração das relações entre o poeta, o público e seus mecenas, e é "um exercício de sutileza através do qual o poeta afirma sua posição em relação à nobreza e à figura do príncipe". Na opinião de Huot, Machaut faz uma crítica inteligente e bem humorada sobre o caráter do amor como apresentado no Roman de la Rose, além de elevar o erotismo a alturas pseudo-religiosas e torná-lo mais complexo que os exemplos de seus predecessores, ao associá-lo a dimensões políticas, filosóficas e históricas.
Apesar da monotonia de alguns trechos, a narrativa é variada por numerosas interpolações ficcionais, líricas, epistolares, moralizantes e alegóricas, criando uma estrutura irregular que se distancia da tradição dos dits mas possui uma complexidade e riqueza proporcionalmente inéditas, aproximando-se de certas formas da estética contemporânea pela multiplicidade de níveis e focos da narrativa, pela sua imprevisibilidade, pela análise da criatividade em si, pela ênfase metalinguística, pela releitura original da tradição, e pela consistência, vivacidade e detalhamento do caráter verdadeiramente humano dos personagens centrais, que não são abstrações literárias idealizadas, revelando possuírem muitos dos defeitos e incoerências das pessoas comuns e mantendo relações pouco convencionais para o universo cortesão, de onde a obra surgiu e para onde se dirigia primariamente. Este dit é também único na sofisticação da música e das poesias líricas que inclui, no espaço dado à apresentação do "eu poético", e na informalidade e detalhamento dos trechos epistolares.
Além disso, o Voir Dit faz uma crítica dos poderes da literatura e da linguagem, sendo ao mesmo tempo sua mais abrangente discussão sobre a arte da música e a transmissão de poesia musicada, dando várias instruções sobre a interpretação e a leitura da notação musical que são integradas ao enredo. É particularmente detalhada sua descrição da gênese do moteto Quant Theseus — Ne quier veoir, descrevendo também duas outras composições que escreveu em variação da outra. A obra testemunha, adicionalmente, a prática da época entre a elite de apenas ler poesias musicadas, sem interpretá-las com instrumentos ou voz. Todas as ambiguidades e desvios da norma presentes no Voir Dit, que são a fonte do maior interesse atual pela obra, têm dado margem também a grande quantidade de interpretações divergentes entre a crítica. Segue-se o trecho inicial do poema, na edição de Leech-Wilkinson:
| Texto original | Tradução livre |
| --- | --- |
| A la loange et a lonnour De tresfine amour que ie honnour Aim, oubey, et ser, et doubte Quen lui ay mis mentente toute Et pour ma gracieuse dame A cui iay donne corps et ame Et que iaim de vray cuer dami Sans comparison plus que mi Et desperance la vaillant Qui onque ne me fu faillant Weil commencier chose nouvelle Que ie feray pour Toute Belle Et certes ie le doy bien faire Quelle est de si tresnoble affaire Tant scet tant vaut, quen tout le monde Na de villenie si monde Ne de bonte si bien paree Ne de biaute si aournee Car nature qui la fourma Mis en li si douce fourme a Quonques mais ouevre si soutive Ne fist, si plaisant ne si vive Assez y puet estudier Penser, muser, et colier Car iamais ne fera pareille Brief, tous li mondes se merveille De sa bonte de sa biaute Et de sa tresgrant loyaute Si me weil de li loer taire Car ce nest pas si fort a faire Doster le tour dou firmament Com de li loer proprement Ne dempeeschier les xij signes Si men tais que pas nen sui dignes | Em louvor e honra Do Amor mais refinado, a quem honoro, Amo, obedeço, e sirvo, e temo, Que tem minha devoção toda; E para minha graciosa dama A quem dei corpo e alma E a quem amo de todo coração, Sem dúvida, mais do que a mim mesmo; E para a valorosa Esperança, Que nunca me falhou, Vou começar obra nova Que comporei para Toute Belle (Toda Bela, sua dama). E por certo a farei bem Pois ela é de tão nobre feitio, Conhece tanto, é tão digna, que em todo o mundo Nenhuma é tão livre de vícios, Nem tão dotada de virtude, Nem tão adornada de beleza, Pois a Natureza, que a formou, Deu-lhe forma tão doce Que nunca antes produziu Obra tão sutil, tão agradável ou tão vivaz. Pode estudá-la detidamente, Meditar, refletir e examinar, E jamais far-lhe-á parelha. Em suma, todos se maravilham Das suas virtudes e beleza, E da sua grande lealdade. Vou cessar de louvá-la agora, Pois seria mais fácil Interromper o curso do firmamento Ou acorrentar os doze signos [do Zodíaco] Do que louvá-la como merece. Então, indigno da tarefa, fico em paz. |

### Gêneros lítero-musicais
Uma vez que muitas das poesias de Machaut foram musicadas e seus gêneros constituíam tanto formas poéticas como musicais, aqui se analisam os grupos principais sob os aspectos literários e musicais conjuntamente. Este grupo é parte essencial dos manuscritos das suas obras completas, incluído principalmente na coleção intitulada La Louange des Dames, que recolhe as poesias não musicadas. Uma quantidade expressiva desses poemas aparece em outras fontes. Sobrevivem mais de cinquenta manuscritos que transmitem sua obra em seu conjunto ou em seleções, e o preparado para o duque de Berry, seu amigo e patrono, tem sido considerado a cópia mais confiável das suas obras completas. Um bom grupo de peças líricas foi reutilizado, em sua forma integral ou em trechos, como interpolações líricas em seus dits, recebendo música. A grande organização dos seus manuscritos originais tem levado diversos pesquisadores a analisar sua produção lírica como um conjunto coerente e não como uma simples compilação de peças avulsas, descobrindo uma série de repetições temáticas e motívicas, auto-citações e reaproveitamentos de material que dão força a esta tese. Contudo, nem todos os manuscritos das obras completas foram realizados sob sua supervisão e não se sabe com precisão qual era seu objetivo com a ordenação apresentada. Porém, no entendimento de Jacqueline Cerquiglini-Toulet, importante pesquisadora, 

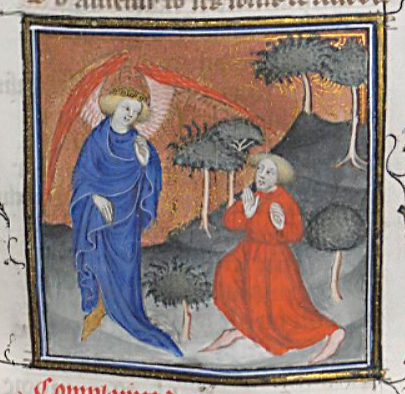
Machaut ajoelha-se diante do deus do Amor, iluminura em La Louange des Dames.

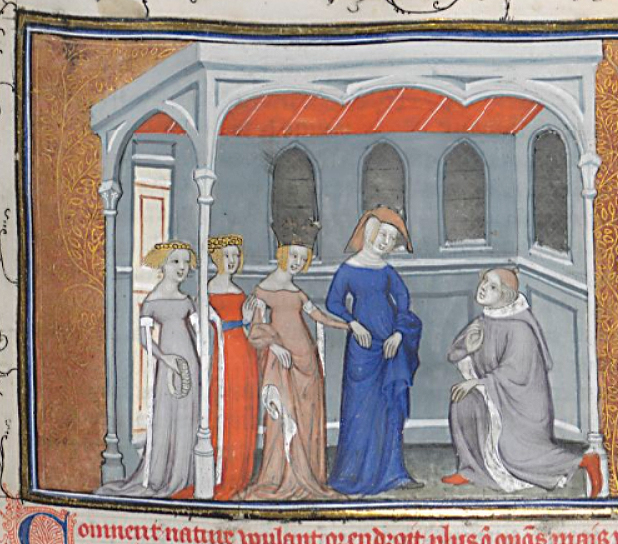
Uma outra versão da alegoria da Natureza oferecendo a Machaut suas filhas: a Razão, a Retórica e a Música, iluminura no Prólogo das suas obras completas.

"Sua produção, tanto literária como a musical, é marcada por uma vontade de totalização, totalização de formas e de saberes, da qual é testemunho a organização dos seus manuscritos. Guillaume de Machaut pensava sua criação, tão variada, como uma obra unificada. Ele uniu aspectos diversos, poesia lírica às formas fixas, dits narrativos a inserções líricas e crônica histórica, em um livro onde controlou — inovadoramente — a organização e a difusão [da sua obra]. Esta obra era ligada ao seu nome. Orgulho de um escritor que assinava seus dits. [...] A assinatura é um fenômeno característico de sua escrita. O Prólogo, que acrescentará a posteriori no livro que recolhe suas obras completas é também significativo. Ali Guillaume é 'escolhido' por duas Forças, a Natureza e o Amor, que o investem de uma missão: O poeta é 'colocado à parte' para criar novos dits amorosos e agradáveis".
Um aspecto comum aos vários gêneros líricos cultivados por Machaut, salientado por Göllner, é que o autor entendia a frase musical e a linha do verso como elementos independentes que podiam ser combinados ou separados à vontade. Embora mantivesse interesse em preservar as características formais de seus poemas ao musicá-los, o tecido musical não servia apenas para reforçar as características da poesia, mas antes estabelecia uma estrutura própria que contrabalançava a do texto: "Assim, um esquema simétrico e regular de ritmo e rima pode ser contraposto a uma estrutura frasal irregular na música, e vice-versa. Ritmos internos são frequentemente enfatizados desta maneira, e mesmo o conteúdo do poema pode adquirir novas nuanças de significado. [...] Ambos os elementos se reforçam e complementam sem forçarem um a abandonar sua independência em favor do outro". A crítica em geral aceitou a proposição de Göllner a respeito do equilíbrio incomum que Machaut obteve entre texto e música, tido como uma das suas mais notáveis realizações artísticas e um dos principais interesses da crítica contemporânea a respeito do seu trabalho, como referiu Verhaar.
Contudo, a maneira exata como a poesia era declamada em seu tempo ainda é objeto de muita controvérsia, o que torna a prosódia de seus poemas musicados por vezes bastante surpreendente, com palavras aparentemente insignificantes ressaltadas musicalmente e outras, que para a visão moderna são fundamentais, permanecendo com escassa ou nenhuma ênfase. Também ocorrem muitos casos em que há pausas no meio de palavras e ritmos contrários ao senso comum do francês contemporâneo. Segundo Plumley, as características musicais dos seus poemas musicados sugerem que a declamação poética havia se distanciado enormemente da fala natural, tornando-se uma linguagem de erudição e artifício. Leach acrescenta que isso é um dos fatores que fazem da interpretação prática de suas músicas uma tarefa coalhada de incertezas e equívocos.
Machaut se coloca em destaque na produção medieval de poesia musicada, sendo largamente considerado o fundador do gênero da canção polifônica, uma categoria que incluía várias formas diferenciadas como o lai, a balada e o rondeau, que eram novidade, como já foi observado, entre outras coisas pelo tratamento polifônico do texto, ao contrário das tradições monofônicas anteriores empregadas para o gênero da canção. As canções, gêneros eminentemente profanos que descendiam de tradições populares, foram preferidas pelos compositores da vanguarda, estando livres dos impedimentos colocados pela Igreja para as técnicas da Ars Nova, e isso se revela também na escolha dos textos, que tratam principalmente do amor cortês e de temas políticos e sociais. Também foram um campo propício para a exploração do espectro das emoções humanas, e Machaut demonstrou grande habilidade no manejo de contrastes entre tempos, cadências, harmonias e ritmos "perfeitos" e "imperfeitos" para sinalizar sentimentos respectivamente positivos e negativos. Ao mesmo tempo, ele destacou-se pela capacidade de criar estruturas integradas através do uso de repetições e variações de motivos e sonoridades. Diversas canções foram registradas em versões diferentes, com um variável número de vozes, e tem sido objeto de polêmica se algumas dessas vozes extras deviam ou não ser efetivamente executadas ou se eram escolhas deixadas ao critério do intérprete, pois em alguns casos a combinação de todas ao mesmo tempo parece criar dissonâncias duras, mas isso pode se dever a uma compreensão imperfeita das regras de harmonia da época e dos usos da musica ficta, a erros dos copistas e a um desconhecimento das intenções precisas do autor. Algumas dessas dissonâncias têm sido corrigidas em edições modernas, mas esta prática é questionada. Ele provavelmente não foi o criador da canção polifônica, uma vez que as fontes medievais são bastante pobres e testemunhos anteriores podem ter sido perdidos, há inclusive evidências de que os avanços nesta direção já estavam adiantados no tempo de seu florescimento, mas parece seguro que ele a levou a um nível de sofisticação inédito e contribuiu decisivamente para sua aceitação em ampla escala, gerando escola. Segundo Poirion, "é evidente que os temas, os motivos e a linguagem de Machaut vão exercer uma influência difusa sobre todo o lirismo de sua época".
Apesar disso, e em que pesem as muitas novidades que sua poesia e música apresentam, ele não foi um iconoclasta. Como assinalou Wilkins, em seu tempo inovações excessivamente radicais não eram apreciadas, preferia-se releituras sutilmente variadas da tradição. Machaut, com efeito, trabalhou sobre essas tradições antigas, ainda que as tenha diversificado e expandido enormemente, e mesmo seu tratamento de todo o universo emocional, de muitas maneiras inovador, manteve laços com a antiga preferência pela prática de escrever canções para serem cantadas e dançadas e produzirem alegria, associando fortemente a ideia da performance à concepção original das obras, hábito que seria progressivamente abandonado em favor de uma concepção mais voltada à pura leitura. Elizabeth Leach, uma das principais pesquisadoras de sua obra, afirma que a meta suprema de Machaut com sua arte era produzir felicidade, tanto na esfera pública e política quanto na privada e emotiva, e produzir obras tristes e perturbadoras, especialmente no meio educado, regrado e tradicional da elite em que vivia e para o qual produzia, podia significar a exclusão social. Ela esclarece:

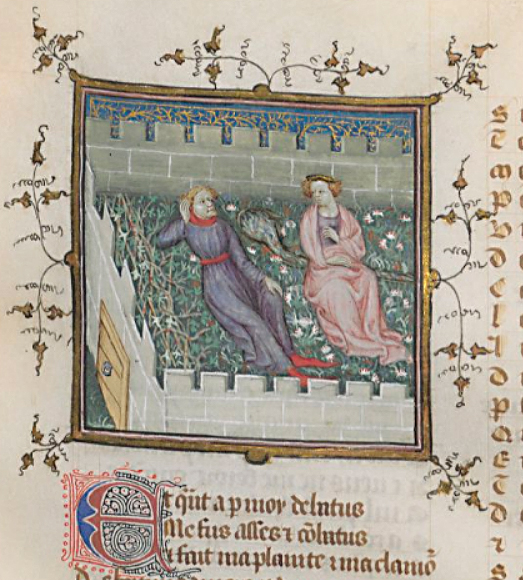
Machaut, infeliz, recebe conselhos da Esperança, em Le Remède de Fortune.

"O duplo de desejo de produzir alegria e exprimir a verdade do poeta entram em conflito porque este último não permite uma expressão autêntica da tristeza: canções tristes afugentam a audiência que procura alegria, e por outro lado um cantor não pode garantir a verdade da sua poesia se ela não concorda com seu sentimento pessoal. [...] Ligada intimamente à performance musical, a poesia do século XIII fundava sua verdade no ser a comunicação direta do 'corpo cantor' do intérprete. Como prosopopeia, sua verdade emocional é cantada, incorporada, e assim atestada pela sua presença ao vivo. No século XIV, contudo, a poesia escrita se torna órfã do 'corpo cantor', e a projeção do sentimento autêntico se torna índice de uma nova espécie de verdade ancorada na escrita. [...] O problema de como compor satisfazendo ao mesmo tempo o sentimento e as demandas dos patronos ou audiências emerge assim como um novo topos cuja própria discussão passa a atestar a autenticidade do sentimento. [...] A poesia [...] deixa de ser sobre um amante infeliz incapaz de escrever poesia alegre, mas passa a referir-se a um poeta profissional negociando com sucesso a escrita de poesia encomendada por patronos em uma cultura criativa que prestigia o sentimento autoral autêntico. [...]
"As obras de Machaut, especialmente as líricas, dão voz aos pensamentos de muitos amantes que tentam manter a esperança, mas falham; o manuscrito das suas obras completas contêm muitos exemplos de canções que expressam a tristeza. Mas o arcabouço do livro como um todo, abrindo com o Prólogo, oferece um meio de interpretar as necessárias vicissitudes da experiência humana — a vida sob o império da Fortuna — mesmo quando não podemos ser sempre verdadeiros em relação às suas demandas. As obras de Machaut mostram a humanidade essencial tanto do fracasso como da tentativa de ter sucesso, da alegria e da tristeza, e a autenticidade tanto do sentimento escrito quanto da verdade da performance. Colocando ambos os universos em conflito, ele se torna capaz de questionar e rejeitar uma vida de desejo em favor de uma vida de esperança, que é a solução consoladora que ele oferece tanto aos leitores como aos ouvintes.
"Há quase trinta anos, Douglas Kelly viu a sublimação do desejo através da esperança empreendida por Machaut como sua mais importante contribuição à doutrina do amor cortês. Mais recentemente, Sylvia Huot chamou isso de 'a consolação da poesia', uma releitura autoconsciente da Consolação da Filosofia de Boécio, dirigida a uma estrutura social muito modificada, na qual os referenciais seculares e vernáculos se tornam mais úteis poeticamente do que a teologia, embora isso não os impeça de terem sérias ressonâncias religiosas e devocionais. A referência à esperança torna a experiência amorosa auto-suficiente e, portanto, socialmente segura. Para a audiência, isso faz o prazer sexual ser substituído pelos prazeres do texto (que podiam tratar abundantemente da experiência erótica e assim oferecer prazeres substitutos). Para o poeta a substituição é igualmente valiosa: permite expressar a alegria e a tristeza com prazer e sinceridade mas sem fazer da conquista material do amor uma pré-condição — algo útil para um plebeu e celibatário profissional. Assim preserva-se a sinceridade ao mesmo tempo em que se prova a natureza virtuosa da poesia erótica e amorosa".

#### Lais
O lai era uma das formas poéticas mais exigentes da tradição literária do século XIV, considerado pelos escritores como um tour de force. Froissart alegava que precisava de seis meses para compor um lai, e Deschamps disse que era uma das coisas mais difíceis de criar. Os exemplos que Machaut deixou estão entre suas poesias mais longas e complexas, excetuando-se os poemas narrativos, e segundo Wilkins o autor possivelmente os considerava a parte mais importante da sua obra lírica. Tipicamente a forma compreende doze estrofes, que podem conter repetições internas. Todas as estrofes deviam ter versos de extensão, ritmo e rima diferentes, exceto a última, que devia remeter à estrutura da primeira. Os cerca de 20 lais de sua produção resultam juntos em mais de trezentas estrofes, com milhares de versos. Suas influências são escassamente conhecidas, mas foram apontadas similaridades com o Roman de Fauvel e com as concepções gerais de Philippe de Vitry, mas elas são aparentes apenas nas suas primeiras peças. Alguns foram inseridos em seus poemas narrativos como interlúdios líricos, como ocorre em Remède de Fortune e no Jugement dou Roy de Navarre. 19 deles foram musicados em variados formatos, desde canções homofônicas simples a complexas texturas polifônicas que fazem uso da técnica do cânone. Suas primeiras obras são irregulares e se desviam da forma tradicional, as tardias são exemplos consumados do lai mais típico, embora mesmo nestes casos existam significativas variações. A temática é muito ampla, passando de louvações marianas a lamentos, elogios ao amor, debates estéticos e peças didáticas dedicadas a patronos, sendo frequentes o uso de ditados populares e a citação ou alusão a outras peças, suas ou alheias. Nos casos musicados, a estrofe final repete a música da primeira estrofe transposta para cima ou para baixo em um intervalo de quarta ou quinta. O lai incluído em Remède de Fortune é especialmente interessante porque ele dá partida a todo o poema: um amante escreve um lai à sua amada, que o encontra e pede que ele o leia para ela sem saber que é o autor. Temendo ser descoberto e rejeitado, o poeta amante foge, infeliz. Mais tarde a Esperança lhe dá novo alento, ele volta à corte e a dama lhe declara seu amor, mas ela parece ser-lhe infiel. Em função das incertezas do amor é necessário um "remédio para a fortuna", que é desenvolvido no poema.

#### Virelais
Os virelais eram um gênero mais novo na tradição do século XIV de canções com refrão, distinguindo-se pela inserção de uma seção adicional no refrão. Em regra os virelais tinham três estrofes, cada uma dividida em subseções, no seguinte esquema de rimas: refrão (AABBAAB ou AABBA), ouvert (aab ou ccd), clos (aab ou ccd), cauda (aabbaab ou aabba), refrão (AABBAAB ou AABBA). Não obstante, o gênero se prestava a alguma variedade estrutural, e Machaut por vezes ampliou significativamente a estrutura. O autor chamava seus virelais de chansons balladées, enfatizando seu uso como canções de dança, sendo compostos em sua maioria para a corte de Bona de Luxemburgo, onde se desenvolvia uma tradição particular influenciada pela dansa ocitânica e a canção francesa descort. Douce Dame Jolie é um dos seus virelais mais conhecidos. Eles falam em geral da temática amorosa e são em sua grande maioria monofônicos, mas às vezes trazem texturas polifônicas e usam os ritmos da Ars Nova, o que era uma novidade neste gênero, embora mantenham à moda antiga um traço geral de dar a cada sílaba uma única nota musical. Segundo Poirion, Machaut usou seus virelais para dar expressão, à maneira dos trovadores, a sentimentos amorosos sofisticados e intimistas, a perturbações do amor frustrado mais do que à ação, ilustrando "movimentos da alma e não deslocamentos do corpo, mostrando o poeta como um prisioneiro, ardente, mas resignado às convenções cortesãs", não sendo um gênero que, como outros, se prestava a elaborações didáticas ou solenes. Ele também inovou introduzindo muitas vezes ousados saltos melódicos e modais entre as frases, especialmente na transição para a estrofe adicional do refrão. Seus virelais monofônicos, pela existência de apenas uma linha melódica sem acompanhamento, são especialmente úteis para o estudo das relações entre música e poesia e de como ele opera a enfatização do significado do texto através de recursos musicais, ilustrando ainda aspectos da gramática, do ritmo poético e da sintaxe. Segundo David Maw, 
"À primeira vista, os virelais parecem simples, e mesmo ingênuos. Porém, uma análise mais detida revela que eles dão espaço a uma pletora de sofisticações, seja no sutil diálogo entre a frase melódica e a linha poética, seja na variedade de procedimentos tonais e alterações motívicas. Isso não surpreende, dadas as notáveis maestria técnica e imaginação criativa das outras composições de Machaut. Mas é bom lembrar que as canções monofônicas são uma parte essencial de sua produção lírica, mais do que uma curiosidade marginal, traindo o seu débito para com a tradição trovadoresca em um tempo em que os gêneros líricos se concentravam no desenvolvimento da polifonia".
- Virelai Douce Dame Jolie. Versão midi de Timothy Roden, Craig Wright, Bryan Simms

| Texto original | Tradução livre |
| --- | --- |

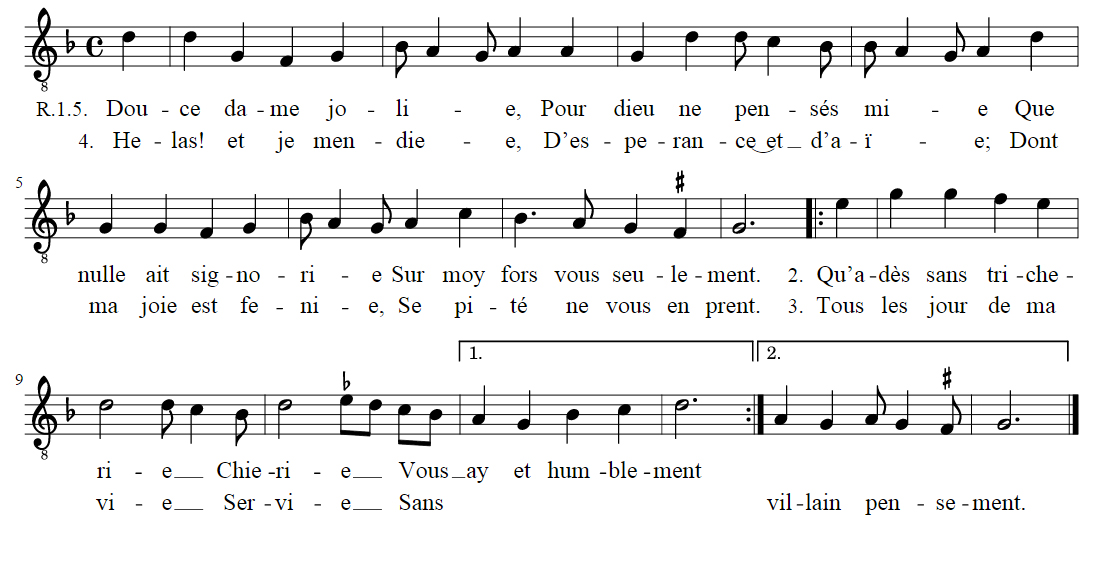
Partitura de Douce Dame Jolie.

| Douce dame jolie, Pour dieu ne pensés mie Que nulle ait signorie Seur moy fors vous seulement. Qu'adès sans tricherie Chierie Vous ay et humblement Tous les jours de ma vie Servie Sans villain pensement. Helas! et je mendie D'esperance et d'aïe; Dont ma joie est fenie, Se pité ne vous en prent. Douce dame jolie. Mais vo douce maistrie Maistrie Mon cuer si durement Qu'elle le contralie Et lie En amour tellement Qu'il n'a de riens envie Fors d'estre en vo baillie; Et se ne li ottrie Vos cuers nul aligement. Douce dame jolie. Et quant ma maladie Garie Ne sera nullement Sans vous, douce anemie, Qui lie Estes de mon tourment, A jointes mains deprie Vo cuer, puis qu'il m'oublie, Que temprement m'ocie, Car trop langui longuement. Douce dame jolie, Pour dieu ne pensés mie Que nulle ait signorie Seur moy fors vous seulement. | Doce e bela dama Por Deus, não penseis Que alguém terá poder Sobre mim senão apenas vós. Pois sempre, sem enganos, Minha cara, Tenho humildemente, Todos os dias de minha vida, Vos servido Sem qualquer mau pensamento. Ah, não tenho Esperança nem ajuda; Assim, minha alegria acaba A menos que mostreis piedade. Doce e bela dama. Mas vossa doce soberania Impera Sobre meu coração tão duramente Que com ele combate E tanto o sujeita Ao amor Que nada mais deseja Além de estar sob vosso poder; Porém, não lhe dais Nenhum descanso. Doce e bela dama. E como meus males Não podem Ser curados Sem vós, doce inimigo, Quem pode ser feliz Ao ver-me assim? Com as mãos atadas imploro Vosso coração, já que se me esqueceis Morrerei logo, Pois agonizo há muito tempo. Doce e bela dama Por Deus, não penseis Que alguém terá poder Sobre mim senão apenas vós. |

#### Rondeaux

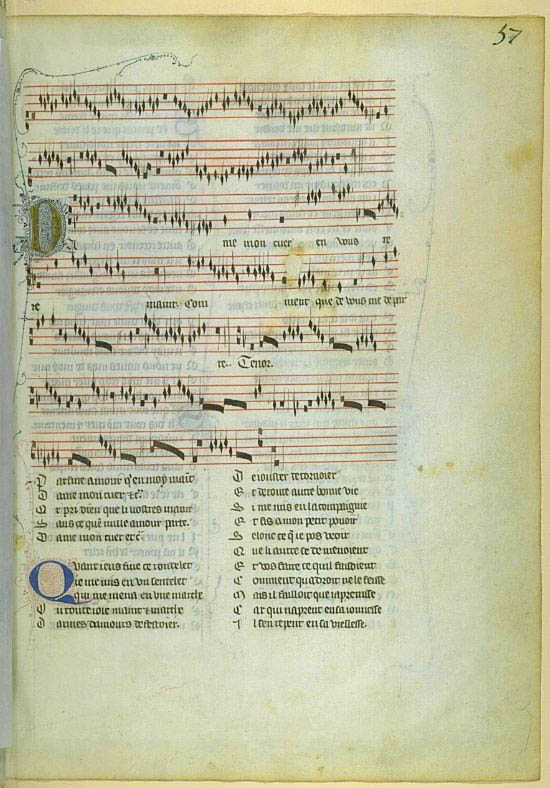
Manuscrito do rondeau Dame, mon cuer en vous remaint.

O rondeau (pl. rondeaux) era outra inovação na tradição de canções medievais cortesãs, e Machaut foi um dos primeiros a dedicar-se a este gênero, que derivou do rondel e do triolet e teve como importante precursor Adam de la Halle. Ele se baseia principalmente sobre o conceito de repetição / contraste, tendo uma seção repetida entre quatro estrofes diferentes, à maneira de refrão. Sua estrutura mais típica era ABaAabAB. O número de sílabas no verso variava muito, e empregava texturas musicais de duas a cinco vozes. Predominam, porém, as texturas a duas vozes. Seu exemplo mais conhecido talvez seja Ma fin est mon commencement, por ser um caso raro onde o compositor usou em uma das vozes a técnica da escrita retrógrada, cantando a melodia a partir do seu final, justificando o título: "meu fim é meu começo". Para Hindley, o rondeau, tornado famoso por La Halle, foi expandido por Machaut mantendo o mesmo esquema, mas combinando seus vários elementos em um motivo dominante, o que deu à forma uma nova e mais ampla dimensão. Para Poirion, o artista considerava o rondeau uma das formas mais vivazes do lirismo cortesão, contribuindo para seu crescente prestígio neste meio:
"Tipificado pelas mudanças, pelos encontros, pela comunhão, este gênero permite integrar facilmente a criação poética à vida da corte (festas, votos, intrigas amorosas, etc.). [...] Malgrado a fixidez da base estrutural, muitas variações são com efeito possíveis. [...] O refinamento psicológico, que vemos nos virelais de Machaut, vai penetrar o rondeau, impondo-lhe a função tradicionalmente confiada à canção cortesã. [...]
"Em estreita correspondência com a visão de mundo e em harmonia com o senso estético dos poetas, o rondeau adquire na corte uma importância considerável. Suas proporções, sua estrutura e o movimento que o anima exprimem com perfeição a sociedade que o ouve e que o autor representa com a palavra, e deixando de se prestar à conversação banal e aos discursos, inaugura, em uma estrutura que lhe é característica, o confronto entre ideias fundamentais".
- Rondeau Doulz Viaire. Versão midi de Hans Heinrich Eggebrecht

#### Baladas
É disputada a primazia de Machaut no gênero da balada (ballade). Jehannot de Lescurel e Jean Acart entre outros, parecem ter-se antecipado a ele, mas sem dúvida cabe a Machaut a consolidação e difusão do gênero, um dos principais na tradição de poesia e música cortesã do século XIV. Das 242 baladas escritas por Machaut, apenas 42 foram musicadas. Em suas obras ele trata principalmente do amor cortês, mas algumas abordam outras temáticas. Hindley considera o gênero em que o autor mostrou seu maior refinamento, liberdade e sutileza, uma vez que não estava associado ao rigor do isorritmo nem dependia do canto gregoriano, sendo um campo fértil para o execício da criatividade. A estrutura dos versos era muito similar à do virelai, com as diferenças de que na balada o refrão inicial era substituído por apenas um ou dois versos introdutórios, não havia refrão no meio da estrofe, e a ouvert e a cauda mantinham independência rítmica e melódica em relação ao refrão. Contudo, apesar de ser uma da chamadas "formas fixas" da Ars Nova, a estruturação das baladas era bastante livre. Wilkins identificou 44 modelos diferentes de baladas de sua autoria, com um número ainda maior de variações em rima, quantidade de estrofes e ritmo, indicando a grande liberdade que o autor se concedeu neste campo. Porém, segundo Jung, predominam as estruturadas no esquema de rimas ababbcC e com versos isométricos. Entre as que foram musicadas, com um esquema musical predominante de AaBC, a grande maioria foi entregue a duas vozes com versos de oito sílabas. Quinze foram compostas para três vozes, duas delas com versões alternativas para duas vozes, oito delas trazem uma terceira voz sem texto, apenas duas têm quatro partes e só uma é monofônica. Nas peças a quatro vozes a superior em geral acompanhava a mais grave. Há frequente uso de síncopes. Na análise de Pearcy, 
"Machaut concebeu fluidas linhas melódicas, demonstrando grande flexibilidade na voz superior ou cantus. Desenvolve elaborados melismas, especialmente no final da sílabas. Sua expansão do uso das consonâncias de terças e sextas é evidência de sua aceitação e uso das novas técnicas harmônicas da Ars Nova. Sua música ainda emprega as comuns e numerosas quintas, quartas e oitavas paralelas e as dissonâncias características [da Ars Antiqua], ao mesmo tempo em que seduz os ouvidos do seu público com a doçura das novas sonoridades".
- Balada Riches d'amour et mandians d'amie. Versão midi de Ricardo Frantz

## Recuperação do seu legado

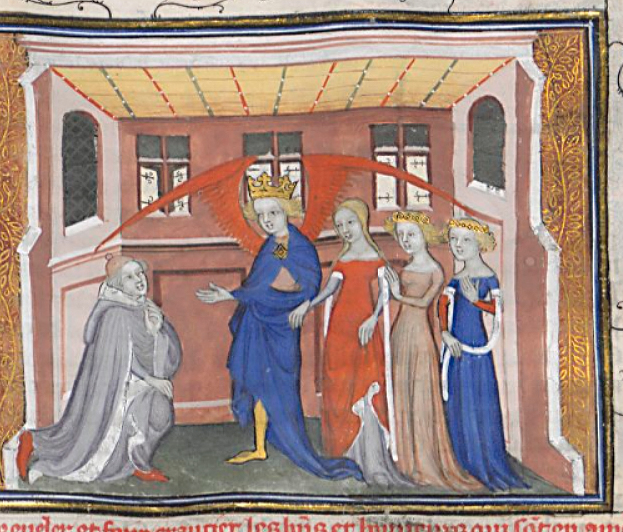
Machaut ajoelha-se diante do Amor que traz suas dádivas, iluminura no Prólogo do manuscrito das suas obras completas.

Oh flor das verdadeiras flores da melodia,
Tão doce mestre de tão grande talento,
Oh Guillaume, o deus terrestre da harmonia,
Diante de tuas obras, quem poderá chamar-se
O melhor dos compositores? Seguramente eu não sei.
Teu nome será relíquia preciosa,
Pois na França e em Artois a morte
De Machaut, o nobre poeta, será intensamente chorada.
— Balada fúnebre em honra de Guillaume de Machaut escrita por Eustache Deschamps.
Depois de conhecer vasta popularidade em vida, ser disputado pelos mais importantes nobres da França e influenciar gerações de outros mestres, em fins do século XVI a obra de Machaut havia caído num esquecimento quase total, e salvo breves notas em publicações críticas nos séculos seguintes — com a notável exceção do debate a respeito do Livre dou Voir Dit lançado pelo conde de Caylus em 1747 no âmbito da Academia Francesa — ele foi considerado um autor ultrapassado até o final do século XVIII. Neste período, quando os estudos medievalistas foram retomados ao longo do interesse romântico pelas escolas nacionais, pelo folclore e pelos "exotismos" do passado, alguns escritores voltaram a lhe dar uma atenção, ainda que meramente histórica, uma vez que as suas composições eram dadas como quase todas perdidas. Aos poucos foram ressurgindo alguns outros manuscritos, e o primeiro a ser republicado, em 1802, por Christian Kalkbrenner, foi o Gloria da Missa de Notre Dame. Até o fim do século, além do Gloria, só haviam voltado à luz as músicas do chant royal Joie, plaisence, o virelai Dame, a vous, o lai J'aim la flour e o rondeau Dotus viaire. François-Louis Perne fizera uma transcrição integral da Missa em 1814, mas ela não foi publicada. Entre as poesias, só eram conhecidos os dits Le Jugement dou Roy de Navarre e o Voir Dit, e alguns trabalhos líricos recolhidos por Prosper Tarbé em 1849. Em 1877 La Prise d'Alexandrie foi publicada por Mas Latrie, mas a edição estava repleta de erros. Em 1898 Georg Hanf publicou um estudo sobre o Voir Dit que se revelaria seminal, introduzindo a noção, hoje prevalente, de que as suas obras narrativas não eram relatos históricos, como antes eram consideradas, mas sim uma literatura multifacetada que incluía muitos níveis de ficção.
Porém, tipicamente sua obra poética era considerada ingênua, entediante e primitiva, produto de um epígono mal-sucedido dos velhos mestres da geração anterior, e sua obra musical, um amontoado incoerente de dissonâncias que ofendiam a inteligência e os ouvidos modernos. Raphael Georg Kiesewetter considerava impossível que sua música fosse novamente apreciada a não ser como sintoma de pedantismo, e Perne foi outro exemplo da visão romântica de seu trabalho no comentário que fez sobre a Missa de Notre Dame: 
"Não há como negar que a harmonia de sua Missa não tem nenhum atrativo para um ouvido refinado. Seu efeito é duro e selvagem, a cada passo o som é traído por falsas relações, por quintas e oitavas paralelas que se sucedem aos saltos. Os fundamentos dessa harmonia são compostos nada mais nada menos do que por quartas, quintas e oitavas. Raramente aparece uma terça ou uma sexta para suavizar a dureza que resulta desse arranjo bizarro. Devemos acrescentar que o ritmo desta composição não é mais digno de nota do que sua harmonia. Assim os modernos devem julgar essas peças como monstruosidades. Mas deve-nos surpreender a grandeza do gênio exigido para compor uma missa inteira em quatro partes sem empregar nada além de quintas, quartas e oitavas, e formar em cada voz uma melodia similar ao cantochão principal".

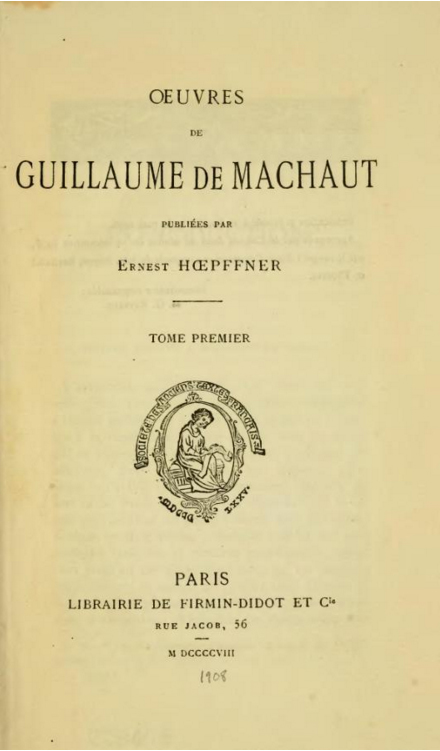
Capa do primeiro tomo das obras literárias completas de Machaut publicadas por Ernest Hoepffner.

No início do século XX sua situação começou a mudar. Em 1904 Johannes Wolf publicou a maior parte da Missa em sua obra Geschichte der Mensuralnotation, que deu subsídios para musicólogos como Hugo Riemann e Max Schneider e ensejou as primeiras reapresentações. Entre 1908 e 1921 Ernest Hoepffner publicou a primeira edição de suas obras literárias completas. Ao mesmo tempo, o historiador da música Friedrich Ludwig percorria muitos arquivos europeus, redescobrindo uma quantidade de peças e lançando os fundamentos da primeira publicação de suas obras musicais completas entre 1926 e 1929, recuperando também parte do legado de diversos outros mestres medievais, o que provocou uma revolução no entendimento da música daquele período. O trabalho de Ludwig incluiu seus rondeaux, suas baladas e virelais, bem como as peças líricas incluídas em Remède de Fortune. Com a morte de Ludwig em 1930, seu discípulo Heinrich Bessler continuou as pesquisas, publicando em 1954 os lais e a íntegra da Missa. Neste ínterim, diversos outros musicólogos, impacientes com a demora da publicação, realizaram edições independentes da Missa, e em 1956 Leo Schrade lançou uma revisão crítica das obras completas de Ludwig a partir de um novo sistema de notação, que facilitou o entendimento da notação antiga para os contemporâneos, mas sua edição trazia vários equívocos e no geral tinha qualidade inferior à sua fonte. Não obstante, esta publicação se tornou famosa e deu origem a uma tradição interpretativa cheia de erros.
Ao mesmo tempo, em meados do século XX alguns compositores da vanguarda passaram a ver suas pesquisas em ritmo, melodia, estrutura e dissonância como distantes herdeiras da Ars Nova, tomando Machaut como um precursor e uma inspiração para novas composições, entre eles Igor Stravinsky, Pierre Boulez. e Harrison Birtwistle. Nesta altura os estudos da música e poesia medieval estavam avançados, os manuscritos originais de suas obras completas estavam novamente acessíveis, e a partir de então Machaut passou a receber grande atenção de musicólogos como Daniel Poirion, Kevin Brownlee, Jacqueline Cerquiglini-Toulet, Lawrence Earp, Sylvia Huot, Sarah Fuller e muitos outros. Nos anos 1980 as idiossincrasias da música medieval, em particular no que diz respeito à sua "dureza dissonante", haviam sido largamente compreendidas e absorvidas pelo público, e se popularizavam conjuntos dedicados à interpretação historicamente informada da música antiga, facilitando a difusão de suas composições. Sua obra poética também deixava de ser considerada uma imitação pobre de seus precursores, e a partir do trabalho pioneiro de Hanfe e Hoepffner e de críticos e filólogos posteriores como Walter Eichelberg, Noël Musso e William Calin, passava a ser vista como um original modelo de refinamento e inventividade, que justificava plenamente seu prestígio em vida e a influência exercida sobre seus seguidores.
É vasta a bibliografia disponível hoje sobre Machaut, sendo um autor que há mais de 50 anos ocupa um lugar sobremaneira destacado nos estudos medievalistas. Segundo McGrady, na selva contemporânea de estudos a ele dedicados, nenhuma obra tem recebido tanta atenção quando o Livre dou Voir Dit e a Missa de Notre Dame, considerados suas obras-primas. A contribuição de Lawrence Earp em Guillaume de Machaut: A Guide to Research (1995), de todas é a mais importante, sendo frequentemente chamada a "Bíblia" neste campo, secundado pela contribuição de Elizabeth Eva Leach, Guillaume de Machaut: secretary, poet, musician (2011); Jacqueline Cerquiglini-Toulet e Barton Palmer são referências principais na edição de seus trabalhos originais, e a International Machaut Society centraliza os principais debates. Os estudos mais recentes têm dado ênfase ao interesse de Machaut em questões de autoria e identidade e aspectos de construção textual aberta, cíclica e multirreferencial considerados similares ao programa da pós-modernidade, expandindo o enfoque para suas associações com a política e o contexto sociocultural de seu tempo em abordagens multidisciplinares, avultando também sua discografia e edições críticas de suas partituras. No entanto, a música ainda recebe uma atenção significativamente maior do que sua poesia, e permanece como fonte de inspiração para alguns músicos das mais novas gerações que vêm ganhando destaque, como Samuel Blaser, Katherine Hoover e Laura Cannell.
Por outro lado, como apontou Leach, ainda subsiste muita incompreensão em uma série de aspectos de seu trabalho, mesmo entre os especialistas, pois há musicólogos que não conhecem devidamente sua poesia e filólogos e críticos literários que não estão bem a par dos estudos mais avançados sobre sua música — um problema que foi levantado desde os estudos de Roquefort-Flaméricourt no início do século XIX e ainda não foi satisfatoriamente resolvido —, quando ambas as esferas, especialmente em se tratando dos seus poemas musicados, são indissociáveis, e mesmo nos poemas narrativos referências à música são comuns. Para a pesquisadora, "a centralidade da música é palpável no projeto de Machaut". Além disso, muitos intérpretes não dominam a leitura das partituras originais e baseiam suas execuções sobre edições modernas, que nem sempre são confiáveis. Outro fator de geração de incerteza e controvérsia é a grande distância cronológica que medeia entre a sua tradição interpretativa e a contemporânea, tendo-se perdido os elos de continuidade que dariam mais segurança à leitura atual de suas composições, e mesmo grupos especializados em performances historicamente informadas produzem apresentações de uma mesma peça que podem ser drasticamente divergentes. Disse Leech-Wilkinson que a "música medieval" como um conceito praticamente aplicável é uma invenção moderna, e que "a Idade Média não pode ser recriada por meios artísticos, mas apenas pela investigação histórica", de modo que o que as plateias ouvem hoje de Machaut, em última análise, são hipóteses experimentais.
Seja como for, Machaut conquistou uma posição segura de maior poeta e compositor francês do século XIV. Os 700 anos de seu nascimento em 2000 constituíram uma celebração nacional na França, organizada pelo Ministério da Cultura e Comunicação, incluindo concertos, uma exposição de manuscritos na Biblioteca Nacional da França, uma conferência internacional na Universidade de Paris-Sorbonne e o lançamento do festschrift Guillaume de Machaut: 1300–2000, editado por Jacqueline Cerquiglini-Toulet e Nigel Wilkins. A data foi também notícia nos Estados Unidos e a BBC inglesa fez-lhe um tributo de três horas através da sua Radio 3. Está em andamento o trabalho de uma nova edição crítica de suas obras completas, coordenado por Barton Palmer e Yolanda Plumley, e outro projeto, intitulado Machaut in the Book, realizado sob os auspícios da Universidade de Stanford, se empenha em produzir e disponibilizar para pesquisadores cópias digitais de todos os seus manuscritos, considerando que muitos são de difícil acesso e outros nunca foram estudados em detalhe.